# Депортіво Алавес
«Депортіво Алавес» (ісп. Deportivo Alavés) — професіональний іспанський футбольний клуб з міста Віторія-Гастейс. Домашні матчі проводить на стадіоні «Мендісорроса», який вміщує 19 900 глядачів.

## Історія
Футбол краю Алави, що на Піренеях, асоціюється із набутками місцевого футбольного колективу зі столиці краю — Віторії-Гастейс, яка з початку ХХІ століття стає адміністративним центром Басконії. І саме на цей час припало друге відродження футболу Алави, зокрема головного клубу краю — «Депортіво Алавес».

### Початки (1905—1928)
Період спортивних захоплень в історичному центрі басків Віторії-Гастейс охоплює появу футболу на біскайському узбережжі, створення футбольних баскських команд та участь «Депортіво Алавес» у перших футбольних турнірах Біскаї, загальноіспанських першостях і здобутки в них.

#### Передісторія
Після нових відцентрових політичних рухів на теренах занепалої Іспанської імперії, наприкінці 19-го століття (опісля Карлітських воєн та послаблення іспанської монархії), поставали нові економічні відносини в країні. Біскайський регіон був відомий видобутком залізної руди та глибоководними портами, через які іспанці й баски мали розгалужені зв'язки зі всім світом. Отож, футбол, що наприкінці 19-го століття домінував у Британії, завдяки британцям і поширився на Піренейському півострові, найактивніше — саме на біскайському узбережжі і серед басків. А вже після утвердження на узбережжі, захоплення спортивними іграми поступово підхопили й інші краї та території в середині Піренеїв, зокрема в долинах Алави почали гуртуватися ватаги краян, з метою спортивного відпочинку.
Нарівні з футболом на Піренеях на десяток років раніше став популярним велоспорт. У кожному поселенні існувало по кілька команд/ватаг велосипедистів, які вже наприкінці 20-го століття проявляли себе в численних велоперегонах по Піренейським горам. Чимало велосипедистів стали зачинателями й інших видів спорту: гімнастики, туризму, футболу тощо. Саме юнаки з велоклубів Віторії-Гастейс, мандруючи країною, зустрічалися з аматорами футболу, навчалися цієї англійської гри, а потім і самі практикували її на місцевих фестивалях.

#### Поява футбольних ватаг
Появі футболу в Алаві передувало загальнобаскське захоплення велосипедами, які наприкінці ХІХ і на початку ХХ століття були найпопулярнішим захопленням в усій Європі. Завдяки гірським рельєфам і розвинутій транспортній мережі в краї, велосипеди поступово ставали основним видом пересування та відпочинку місцевих мешканців (особливо у міщан). Тоді ж були створені численні спортивні велоасоціації та клуби й проводилося чимало змагань. Провінція Алавес не пасла задніх, її два велоклуби «Unión Sportiva Alavesa» («Об'єднання спортовців Алави») та «Ciclista Vitoriana», створені в 1905 році, набули популярності в Біскаї завдяки значній кількості велосипедистів та їхнім спортивним успіхам на змаганнях і фестивалях.
Беручи участь у фестивалях і спортивних змаганнях, велосипедисти не обмежувалися самими велосипедами, вони часто прилучалися до інших видів змагань. Невдовзі, майже в усіх навчальних закладах Віторії-Гастейс, юнаки ганяли м'яча і формували ватаги, задля суперництва поміж собою. Кількома роками пізніше, спортсмени-аматори вирішили відмежуватися від копіювання англійських спортивних клубів (Unión Sportiva) з наміром створити національну асоціацію спорту «Deportivo Alavesa» (Спорт Алави). Вони навіть провели кілька спішних спарингів у межах виставкових ігор по Біскаї, але так і не втрималися на спортивному видноколі Алавеса.
Натомість «Unión Sportiva Alavesa» вже спромоглася награвати першу повноцінну футбольну ватагу, а в поєднанні з аматорами «Ciclista Vitoriana» у них сформувався цілком боєздатний футбольний колектив, з яким вони почали проводити повноцінні турнірні виїзди. За сприяння функціонера-ентузіаста Вісенте Переса ці спортивні клуби-асоціації, 14 лютого 1909 року, утворили першу повноцінну команду під назвою «Vitoria Foot-Ball Club». Саме вона стала зачинателем футбольного руху в провінції, довкола неї гуртувалися перші футбольні ватаги молоді. Беручи участь у фестивалях і турнірах у сусідніх містечках Басконії, вони репрезентували спорт Алави за її межами. Саме їм судилося стати провісниками футболу й зачинателями нових футбольних клубів та команд в краї: «Álava Fútbol Club», «Vitoria Club», «Regimiento de Guipúzcoa», «Regimiento de Cuenca», «Colegio Corazonistas», «Recreación de Logroño», «Sporting Club Mirandés», «Sporting Club», «New Club», «Colegio Marianistas». Напередодні 1920-х років в краї уже налічувалося понад 10 футбольних колективів, які проводили між собою товариські й показові ігри і навіть виїжджали за межі Алави, до Сан-Себастьяна чи Памплони. В таких матчах, на міжрегіональному рівні, алавійці виставляли найкращу свою команду — так зароджувалися первістки «Club Deportivo de Vitoria» (1915 року), які вказували на потребу утворення єдиного сильного клубу зі столиці Алави.

#### «Sport Friend's Club» (1920)
Першою суто футбольною формацією на теренах Віторії-Гастейс вважається «Sport Friend's Club». Заснований у липні 1920 року на зразок англійських футбольних колективів і сформований переважно зі студентів університетів та коледжів краю, які, так чи інакше, проводили свої сесії в Англії, а звідти й привезли нове захоплення — футбол. Команда провела кілька товариських матчів із місцевими аматорськими ватагами (студентів і робітників), а також виїздила на фестивалі в сусідні міста з показовими матчами.
Ватага «Друзів спорту» ганяла м'яча на кількох місцевих майданчиках: «campo de Arana», «la campa del aeródromo de Lakua», «el camino de Lasarte», «el campo de Cervantes», «el campo de El Pasiego», які тільки розміром годилися для гри. Тож головною тоді футбольною ареною міста став майданчик «Campo del Camino de Lasarte», впродовж 3 років тут проведені були перші знакові футбольні баталії у Віторії-Гастейс. Футбольні історики краю зазначають, що в перший рік свого існування протокоманда алавесців провела 8 матчів (4 перемоги, 3 поразки і один нічийний результат).
«Друзі спорту» свій перший офіційний матч провели 28 березня 1920 року зі збірною студентів краю і перемогли з рахунком 1:0. 18 квітня відбувся повторний поєдинок, і знову «Sport Friend's Club» здобув перемогу з рахунком 2:0. А 4 липня 1920 року відбулася вже перша офіційна гра команди, в якій вони розгромили сусідів «Спортинг Мірандес» («Sporting Club Mirandés») з рахунком 6:0. В історії клубу його першими гравцями вважаються самі ці футболісти, що розгромили аматорів з сусіднього містечка: C. Albéniz, Alberto Ruiz, José Cabezas, F. Albéniz, Santiago Lorente, Luis Apráiz, Jesús Castresana, Ramón, Modesto Echevarría, I. Sarralde і Félix Lorente. До зими 1921 року команда провела це кілька товариських ігор (в Міранді та Логроньєсі), щоразу виходячи на поле в білих футболках та шортах. Такі було закладено традицію кольорів майбутнього клубу зі столиці Алавесу.

#### Заснування клубу
Наприкінці 1920 року для зачинателів «Sport Friend's Club» назріло питання його офіційної юридичної реєстрації. Очільники клубу звернулися до муніципалітету й підготували установчі документи. Згідно з тодішніми приписами в іспанських урядах і муніципалітетах, громадські установи й асоціації мали відходити від засилля іноземних назв і традицій. Тому засновники клубу мусили змінити назву — на «Deportivo Alavés». Тож на чергових загальних зборах, 23 січня 1921 року, було затверджено назву клубу та його президента: Іларіо Дорао Аньїгес (Hilario Dorao Íñiguez).
Незабаром була проведена перша гра команди, уже в новому статусі та з новою назвою й емблемою клубу. Спортовці іспанського полку Куенка кинули виклик аматорам з Віторії-Гастейс і програли з рахунком 2:3. Впродовж наступного року команда столиці Алавесу провела десятки офіційних товариських ігор з колективами ближніх містечок і виїжджала на узбережжя Біскайської затоки, набуваючи досвіду й слави в іграх з «Colegio de los Sagrados Corazones de Miranda», «el Logroño Recreation Club», «el Haro Sport Club», «el Vizcaya Unión Club», «el Vitoria F.C.», «el Sporting Club Mirandés» та іншими.

### «Славетні» (1928—1956)
«Депортіво» — це команда, яка вважається засновником Сегунди і яка в перших сезонах здобула перемогу в ній та піднялася до Ліги найсильніших іспанських клубів. Команду тих часів називали кузнею талантів для фаворитів змагань.

#### У колі перших іспанських клубів
Заснований в 1921 році, клуб уперше досяг Ла Ліги вісім років по тому, уже в другому сезоні щойно сформованої Ла Ліги, провівши там три сезони.

#### Повоєнні, 8 сезонів Терсери
Потрапивши до Терсери, внаслідок реорганізації футболу Іспанії та іспанських футбольних ліг, алавесці переходили в статус аматорів, що для них було неприпустимо. Відтак уже з першого сезону, 1943—1944 років, вони намагалися пробитися до сильніших. Але зайнявши 2 місце в своїй зоні - вони не змогли піднятися на рівень вище. А всі наступні сезони «Депортіво Алавесу» пройшли по низькосхідній турнірній кривій: 3, 5, 7, 10, 12 місця — свідчили про важкий стан команди, а 7 тренерів (які мінялися, майже, щосезону) не давали впевненості ні клубу, ні тим 1600 сосіос, ні гравцям. Склалося враження, що команда ввійшла в стан старожилів Терсери, зокрема в другій групі, яка складалася з 18 клубів, зазвичай з півночі Іспанії (басків, галісійців та наварців).
Лише на початку 50-х років ХХ-го століття, президенту Хосе Марії Аресті вдалося стабілізувати стан клубу та надихнути гравців на довгоочікуваний шанс — піднятися в класі. Саме 1950—1951 року підопічні Лоренцо Аусина Тура пробилася в фінальний турнір і, перемігши астурійців «Каудала», піднялися в Сегунду.

#### Успіхи в Сегунді молодої кантери
Повернення до Сегунди було сприйнято громадою Віторії із завзяттям: ще на тисячу осіб збільшилась кількість сосіос клубу, матчі, навіть товариські, відбувалися за значного ажіотажу. Нові очільники клубу, на чолі з Карлосом Кабальєро, прикликали до команди її кращих вихованців та кількох маститих ветеранів і не побоялися доручити вихованцям кантери основні ролі в команді. Відтак вони захопили лідерство в лізі, у сезоні 1951-52 років, але брак досвіду призвів до втрат позицій. Кабальєро кинувся виправляти ситуацію, перетасовуючи тренерський корпус, але це не дало позитивного результату — лише 9 місце, у підсумку.
Наступний сезон, довелося покладатися уже лише на власні сили: чимало ветеранів полишили команду, а юнаки ще набиралися досвіду. Тому Кабальєро, в сезоні 1952—1953 років, вибрав їм наставником колишню зірку мадридських реалістів Антоніо Алсуа (Antonio Alsúa), який приїхав закінчувати футбольну кар'єру до рідних баскських країв. Але окрім тренувань, Антоніо ще й виводив команду на кожну гру, будучи її граючим тренером. Неодноразово, він своїм прикладом та діями надихав молодь, до футбольних звершень, і їм лише дещиці не вистачило, щоби спробувати пробитися до ліги найсильніших. 4 місце — то був незаперечний успіх колективу.
Початок сезону 1953—1954 років видався неочікуваним, успішний наставник обрав інші мирські клопоти (повернувся до рідних країв і зачав свій бізнес). Тому Кабальєро довелося спішно підшуковувати йому заміну, і цього разу він обрав гіпаусконця Мануеля Ечезаррету (Manuel Echezarreta), для якого наставництво алавесців було також пробним. Не руйнуючи кістяк колективу, Мануель привніс тактичної грамотності гравцям і дисципліновував їх. Все це дало свої плоди — «славетні» підтвердили своє реноме: захопивши лідерство в першості, вони не поступалися ним до завершальних турів. Відтак, уже третій сезон в Сегунді став тріумфальним для «Депортиво Алавес», команда з 2 місця, напряму, пробилася до найсильніших клубів країни.

#### Надії та розчарування
Повернення до числа кращих футбольних команд країни, вселяло вболівальникам та керівництву нові сподівання на сезон 1954-55 років. Успішний тренер, що вивів колектив в еліту, зберіг кістяк команди і спонукав всіх повірити в наступні успіхи. Але початок сезону команді не заладився — алавесці надовго закріпилися в «підвалі Ла-Ліги». Брак досвіду та фізична втома були тому причиною. Але з середини першості, «славетні» нащупали свою гру і видряпалися з низів. Балансуючи на 14 місці, на фініші, витримавши череду невиразної гри та травм футболістів, вони видали тури із яскравими перемогами. Як наслідок, 10 місце — яке окрилило всю спортивну громадськість краю.
Натомість, сезон 1955—1956 років, приніс чергове розчарування. Команда знову невдало стартувала, і вже оговтатись так і не змогла, до кінця сезону. Серед 16 кращих команд Іспанії, «Алавес» постійно перебував на нижчих щаблях і закінчив сезон на 14 місці. Вболівальники отримали примарні шанси та сподівання на матчі плей-офф, за збереження прописки із командами Сегунди. Але в тому мікро-турнірі, «славетні» зовсім розвалилися, посівши останнє місце.

### Занепад (1956—1970)
Після перших локальних успіхів у баскській та іспанській лігах і турнірах, команда, після 1950 року, на декілька десятиліть опускається в нижчі дивізіони Іспанії.

#### Середняки Сегунди
Нетривале перебування «Алавесу» в числі кращих, командами Сегунди було сприйнято наче виклик, і кожен з них намагався зіграти супроти колишніх фаворитів із надмірною віддачею. Тому новому тренеру, колишньому ветерану клубу, Луїсу Уркірі довелося мобілізовувати гравців на кожну гру. Зрештою йому вдавалося впродовж 2 сезонів підряд утримуватися у верхніх щаблях турнірної таблиці: 5-е в 1956—1957 роках і 7 місце в сезоні 1957—1958 років. Зміна президента клубу, в 1958 році, призвела до зміни й тренера, а нові амбітні очільники задекларували повернення до Ла-Ліги. Та вийшло зовсім навпаки. Наступні два сезони «біло-сині» закріпилися в зоні вильоту і двічі взяли участь в «турнірі невдах» (за збереження прописки в Сегунді). Останній такий розіграш виявився невдалим, відтак, весною 1960 року вони опустилися до напіваматорської Терсери.
Нові збори сосіос, в 1960 році, обрали президентом відомого мецената Віторії — Хосе Устарана (José Ustarán). Першим чого добився Хосе: переконтрактував весь здібний колектив і зманив на наставництво знаного футболіста-тренера Романа Ґаларраґу (Román Galarraga). Повернення до Терсери було важким, але виправданим: 4 група складалася з команд півночі Іспанії (зокрема: Алавесу, Навари, Гіпуаскоа). Відтак з десяток матчів-дербі - тримали в тонусі всіх місцевих вболівальників футболу. Але Роман Ґаларраґа, разом зі своїми опікунами, витримав натиск і відстояв назву кращої команди краю, посівши перше місце в 4-ій групі.
Повернення до Сегунди, наче й нічого не змінило. Знову боротьба на вершині ліги, і лише 5 очок відділили підопічних Ґаларраґи від тріумфального сходження до Ла-Ліги. Тому наступний сезон, в 1962—1963 роках очікувався зі ще більшим завзяттям. Але невдалий старт та суперечки в колективі залишили «славетних» на 8 місці. Президент вирішив освіжити тренерський мостик ще одним баском з рідної команди. Але М. Аройо (M. G. Arroyo) розчарував: команда стала ще розбалансованішою і, по тім, показувала найгіршу гру останніх десятиліть, посівши останнє місце Сегунди та напряму вилетіла до аматорської Терсери.

#### Терсера, повернення до рідної Алави та країни Басків
Чергове повернення до Терсери виявилося тривалішим та показовим. Саме в ці часи відбувся перший всплеск футболоманії на Піренеях: появилося чимало футбольних команд і утвердилися в них якісні і перспективні тисячі футболістів. Відтак нижчі ліги іспанського футболу бурлили та розвивалися і, подекуди, то були цілі повноцінні першості (із відвідуваністю та емоціями — не гірш за Ла-Лігу). Саме в таку мить і компанію потрапили «славетні» — 2 група (з 15!) Терсери. Це були матчі наче за життя: виїзди до титулованих команд Гіпускоа, кращих з Наварри, непоступливих бургосців, затятих опонентів з Ла-Ріохи, в яких «славетні» були представниками непокорених басків.
В першому ж своєму сезоні, 1964—1965 років, «Алавес» захопив лідерство в групі і в запеклих протистояннях підтверджував реноме баскської футбольної дружини, зачинателів футболу в Іспанії. Ці ігри носили непримиренний характер, стадіони були заповнені вщент, а кількість сосіос клубу знову почало збільшуватися. Тодішній, незмінний президент клубу, Хосе Устаран, продовжував покладати надії на місцевих вихованців та тренерів. І віддачею йому та глядачам, була яскрава гра футболістів, які забили 65 м'ячів і виграли свою групу. За регламентом, необхідно було вибрати з 15 переможців та 15 срібних призерів, в стикових матчах плей-оф, кандидатів на підвищення в Сегунду. Але саме на цьому етапі «славетних» підстерегла оказія: вони недооцінили свого супротивника і в стикових матчах програли каталонській «Льєйді» із розгромним рахунком 0:6.
Таке розчарування вибило колектив з наміченого, і в наступному сезоні, 1965—1966 років, вони знову почали пробуксовувати, лише наприкінці турніру наздогнали лідерів, і лише 2 очка не вистачило щоби пробитися до турніру плей-оф. Знаково було ще те, що саме колишній тренер-фаворит Луїс Уркірі привів команду до фінішу, на 3 місце. Але вже з наступного сезону, знову часті ротації на тренерському містку та серед футболістів, призвели до того, що команда в сезоні 1966—1967 років поміняла 4 тренерів і посіла 7 місце, що очільниками клубу прирівнювалося — до фіаско.

#### Гастролі Пушкаша в епоху Сарасоли
В сезоні 1967—1968 років сосіос клубу обрали нового президента, ним виявився успішний адвокат і підприємець Хуан Ґороспе (Juan Gorospe). Який вирішив змінити стратегію клубу, залучивши численну когорту гравці-басків з інших регіонів, а наставником їм обрав Ігнасіо Ізаґірре (I. Izaguirre). Цьому тандему судилося стати провісниками неочікуваних подій для «біло-синіх». З перших же турів команда захопила лідерство і рівно пройшла всю турнірну дистанцію й з 1 місця увійшла в раунд плей-оф. Лише дві поразки і найменша кількість пропущених м'ячів (22) вказували, що найсильнішою й стабільною ланкою колективу була — захисна. Яку очолював гренадер Ендоні Сарасола.
Ейфорія вболівальників, яких надихнув перехід їх улюбленців до Сегунди, передалася й очільникам клубу. Не маючи суттєвих фінансових важелів та спортивних задатків, їм забаглося одразу ж перемогти і в Сегунді та пробитися до числа кращих команд країни. Амбіції взяли верх над Ґороспе і той вдався до епатажного вчинку, він запросив на тренерський місток «Алавесу» в сезоні 1968—1969 легенду світового футболу — Ференца Пушкаша (хоча, Ігнасіо Ізаґірре — перейшов в розряд помічників клубу). Цей факт ще більше прихилив до клубу його активних членів-сосіос, їх стало більше 4000 осіб. Як гравець, Пушкаш гримів на весь світ і слава йшла попереду нього, натомість, як тренер, він не був знайомий загалу гравцям. Та перший європейський досвід, тренерства для Пушкаша, виявився невдалим, провальним: його команда посіла останнє місце в турнірній таблиці (14).

### Карбування футбольного характеру в нижчих лігах (1970—1998)
«Депортіво Алавес» знову заявляє про себе лише на початку 1990-х років, коли тричі поспіль команда посідає друге місце в третьому дивізіоні, лише з третього разу проходячи до Сегунди через плей-оф, а в сезоні 1997-98 перемагає в Сегунді й виходить до Прімери. В лавах старожила Сегунди, в ті часи, відзначалися: Ортігоса, Вальдано, Павон, Уркіа, Уріона, Санчес Мартін, Перейра, Саламанка, Алексанко, Моргадо, Ігартуа, Бадіола, Астарбе, Рекеджо, Басаурі, Местрович, Ожегович, Алікарте, Марсело та інші футболісти.

#### Падіння до аматорів та Терсера (1970—1974)
Розчарований невдачею, Пушкаш знову подався в спортивні мандри, а команду в Терсері передали під опіку Ігнасіо Ізаґірре, який фактично і попередній сезон управляв нею. Того ж, 1969 року, колектив спіткала ще й людська трагедія. Найкращий її захисник, Андоні Сарасола, якого зваблювали клуби Ла-ліги, розбився на машині, повертаючись зі сім'єю з родинного свята. Такі життєві колізії, ще більше напружили та морально розбили команду, що не до футболу було всім. Відтак наближалося чергове фіаско для «Депортіво Алевеса» — виліт в сезоні 1969—1970 років, уже в регіональну, повністю аматорську лігу. Тоді команду тренували колишні її футболісти M. Ibarra, A. Calvo, а наприкінці сезону довелося відпустити до інших клубів ще кількох виконавців.
В статусі аматорів команду прийняв A. Barcina, який зумів об'єднати залишки основи і ввів перспективних виконавців із молодіжного складу й того було достатньо, щоби посісти перше місце та повернутися до Терсери.
Повернувши команду до Терсери, президент клубу José Antonio Orbea Gortázar, загорівся амбітним планом повернення клубу до Сегунди. Але виконавський ресурс був не кваліфікований, відтак знову почалося тасування тренерським складом (щороку по 2-3 тренери змінювали один одного). невдоволені такою ситуацією, сосіос клубу, в 1972 році поміняли і самого президента, запросивши Ricardo Ruiz de Gauna. За сприяння останнього, вдалося стабілізувати тренерський штаб, хоча й була щорічна ротація, але з числа колишніх і досвідчених гравців клубу. Невдовзі й прийшли результати: сезон 1972—1973 року команда посіла 3 місце, поступившись у перехідному турнірі. А в наступному сезоні, 1973—1974 років, «лисиці» захопили лідерство і стали переможцями Терсери, зокрема її 2 групи і напряму потрапили до Сегунди.

#### Десятиліття утвердження в Сегунді (1974—1983 роки)
Майже на ціле десятиліття краща команда Алавесу прописалася в Сегунді, біло голубі футболки одягало чимало перспективних гравців, які потім проявили себе в Ла-Лізі, зокрема: Вальдано, Санчес Мартін, Алесанко. Хоча команда так і не здобула якихось суттєвих результатів, як і не показувала змістовної гри. Томуй був очікуваний суттєвий спад, підкріплений ще й фінансовими невдачами.
Перші два сезони, під наставництвом Романа Ґаларраґи (Román Galarraga) команда балансувала на межі вильоту з ліги, але саме в цей період закладався фундамент колективу. І вже наступні 5 сезонів алавесці закріпилися в чільній десятці. Така стабільність була зумовлена ще й вдалим керівництвом клубу Іполліто Лаластрою (Hipólito Lalastra). Але наступні ротації президента з числа сосіос клубу (а їх потім було аж 4 — впродовж 2 років) виявили негативні тенденції в клубі (особливо заборгованості перед гравцями), що повпливали негативно: як на атмосферу в команді, так і на результатах проявилося. І навіть досвід тренера Андоїна (G. de Andoin), який три роки поспіль виводив команду на ігри, не спинив неминучого — пониження в класі команди.

#### Десятиліття нижчих, напівпрофесійних ліг (1983—1995 роки)
Вболівальники клубу не вважали, що пониження до 3 ліги буде тривалим у їхніх улюбленців. Команда це підтверджувала своєю грою та складом. Тому сезони 1983—1984 та 1984—1985 років алавесці зупинялися за крок до повернення в Сегунду. Але вже сезон 1985—1986 років став неочікуваним фіаско для команди, незважаючи на турнірне становище (5 місце), головну команду Алавесу понизили аж до 4 ліги країни — Терсери. Це було вольове рішення Федерації Футболу, зумовлене тривалим процесом заборгованостей перед футболістами, який завершувався майже банкрутством першої команди клубу. І тільки такі адміністративні кроки зупиняли нарощування боргів та приводило до оптимізації бюджетів клубу.
З 1986 року команда з Віторії-Гастенс 4 сезони провела в Терсері, зустрічаючись з командами свого дивізіону, чи не в кожній грі проводячи мікро-дербі із баскськими та наваррськими клубами. Від початку 80-х років вболівальники відмічали нестабільну політику очільників клубу, які майже кожного сезону вводили нового головного тренера, ато й одразу 2 тренерів міняли за сезон. Така нестабільність в керівництві - відображалася на результатах і неякісній грі команди. Лише з приходом Хуана Беґоньї (J. M. Begoña) команда різко змінила стиль гри і результат не забарився — 2 місце в дивізіоні, тільки стикові матчі за підвищення в класі були програні.
Наступний сезон 1989—1990 років «Депортиво Алавес» був беззаперечним фаворитом групи і добився прямого підвищення до 2 Дивізіону Сегунди уже під керівництвом президента клубу Хуана Арреґуї Ґарая (Juan Arregui Garay) та тренера Луїса Асторґи (L. Astorga). Під час свого другого повернення до Віторії-Гастейс, Луїсу вдалося налагодити командну гру і тактичні навички гравців, як наслідок «Депортиво Алавес» рік в рік був в фаворитах 2 Дивізіону і лише в фінальних турніразх за вихід до Сегунди команді не вистачало дещиці. Наступні тренера команди: Томас Бальбас (Tomás Balbás), Еміліо Куіліс (Emilio Quílez), Луїс Коста (Luis Costa), Хосе Антоніо Ірулеґі (José Antonio Irulegi) всі 5 сезонів підводили команду до фінального турніру, але і їх спіткали ті ж невдачі. Лише в сезоні 1994—1995 років Хесус Чучі Аранґурен (Jesús Txutxi Aranguren) добився довгоочікуваного — повернення «біло-блакитних» до Сегунди.

#### Сходження до вершин (1995—1998 роки)
Прийшовши до клубу в 1994 році, Хесус Чучі Аранґурен, за підтримки президента Хуана Арреґуї Ґарая, залучив до складу команди кількох старожилів Сегунди, і це дало свої плоди — досвідчені гравці стабілізували гру команди і вони покорили фінальний турнір та повернулися до Сегунди. Не збавляючи оборотів, Хесус Аранґурен погодився на амбітні плани президента: пробитися до Ла-Ліги. Задля цього до основи було запрошено кілька легіонерів з-за меж Іспанії: Местровича (Mestrovic), Ожеговича (Ozegovic), Алікарте (Alicarte) і Марсело (Marcelo). В перший свій сезон в Сегунді їм вдалося закріпитися в числі середняків (7 місце). Наступний рік, вселяв надії на кращий результат, але розгорівся конфлікт в середині колективу, де надмірна увага до легіонерів (які не виправдовували покладені сподівання на них) на противагу якісній грі старожилів та молоді, спричинили до падіння команди. І лише в останніх турах, Аранґурен виправив ситуацію і команда залишилася в Сегунді (17 місце).
Наступний сезон, 1997—1998 років, командою відомий гасконець Марко Антоніо Боронат (Marco Antonio Boronat). Позбавившись легіонерського баласту та вдосконаливши дисципліну, знаний фахівець налагодив гру. І команда, поступово підбираючись до вершин, наприкінці сезону вийшла на 1 місце турнірної таблиці, яким вже не поступилася нікому, набравши 82 очка. Цей успіх став лебединою піснею багаторічного і відданого клубу його президента — Хуана Арреґуї Ґарая. Аж після 42 років в нижчих лігах, біло-голубі повернулися до Ла-Ліги. Вдоволений омріяним результатом, Ґарай віддав кермо молодшому поколінню алавесців. Гонсало Антон (Gonzalo Antón) був обраний сосіос клубу, його новим очільником, який задекларував нові сходження/успіхи команди, задля чого він запросив очолити команду амбітного тренера Ла-Ліги — Хосе Мануеля Еснала (José Manuel Esnal Pardo).

### «Депортіво Алавес» у ХХІ столітті
ХХІ століття для басків та їх вболівальників стало найвизначальнішим — їхня команда увірвалася до кращих команд країни, а потім ще й учинила справжній переполох в Лізі Європи. Про команду і її успіхи говорили і в Іспанії, і в усій Європі. Кількома роками пізніше, «футбольна слава» зле пожартувала із «славетних», тож «Алавес» були понижені в класі після сезону 2002-03, вони повернулися в Прімеру через два роки. У сезоні 2005-06 клуб вилетів у другий дивізіон.

#### Баскська футбольна попелюшка (1998—2002)
В переддень ХХІ століття «славетним баскам» вдалося добитися визначальних турнірних сходжень, адже Сезон 1998-99 став для «Алавеса» першим сезоном у Прімері після 42-річної перерви. В цьому сезоні «Депортіво» двічі перемогло «Барселону» та були непоступливими з іншими грандами іспанського футболу. Але, в матчах з безпосередніми конкурентами — новачки не витримували відповідальності і команда балансувала поміж аутсайдерів та невдах сезону. І лише на фініші турніру, їм вдалося вберегтися і посісти підсумкове 16 місце.
Наступний сезон 1999—2000 років, вболівальники та керівництво не очікували суттєвих зрушень у грі команди. Але наставник басків, Ману Еснал, був іншої думки, вибудувавши міцні захисні редути (які були апробовані в попередні роки), він підсилив ланку нападників із амбітної місцевої молоді, зокрема Хаві Морено — і це дало неочікуваний результат. Стартувавши невдало, баски вперто набирали досвід та очки і вже наприкінці першого кола вони увірвалися до шістки кращих колективів. Ба більше, команда впродовж кількох турів навіть пробилася на 2 місце, вчинивши справжній фурор в іспанській першості. Але молодим вихованцям Ману Еснала не вистачило досвіду і витримки, емоції взяли верх, а в кількох матчах поспішність — призвели до втрат концентрації і необов'язкових поразок. На фініші, тільки 8 очок відділили їх від першого місця і лише 3 очки від заповітних медалей (2-3 місця).
Набравши ходу, команда з Алави, не спинялася й в наступному сезоні 2000—2001 років. В дебютному, для себе, єврокубковому турнірі та в першості Іспанії - баски творили свою новітню історію, успішно виступаючи на 2 фронти. Уже з перших турів вони захопили ініціативу в першості і перебували більшість сезону у верхній частині турнірної таблиці. Але насичені та відповідальні матчі єврокубків таки давалися взнаки і команда повільно перемістилася в середину турнірної таблиці, там же й утрималася наприкінці сезону. Але компенсацією, для вболівальників, стали успіхи колективу на міжнародному рівні.
Шосте місце в сезоні 1999—2000 років, найкраще за всю історію існування клубу, дозволило вперше стартувати в європейських кубкових турнірах. На «славетних басків» чекала Ліга Європи, в якій їм вдалося уже з першого разу підтвердити реноме «баскської попелюшки», добившись сенсаційного результату — фіналу Кубку УЄФА. Тільки в фіналі Кубка УЄФА 2000-01, їх спинив легендарний англійський «Ліверпулю», в інтригуючому матчі, з рахунком 5:4 у додатковий час.

#### Під знаком ейфорії та авантюр
Фантастичні 2000—2001 роки ввели вболівальників в стан футбольної ейфорії: їх команда вчинила справжній переполох: як на світовій так і на іспанській футбольних аренах. Успішна гра улюбленців Алави вселяла впевненість в майбутнє їхнього колективу, який перехопив звання «кращої команди басків». Підтвердженням того стали перші тури в сезоні 2001—2002 років, вихованці Ману Еснала, закріпилися на верхніх щаблях турнірної таблиці. А наприкінці першого кола вони стали лідерами і кілька турів перебували на першій позиції турнірної таблиці. Тільки зимова павза та подальші кроки керівництва, із продажем лідерів колективу, далися взнаки — баски не утрималися серед лідерів першості, закінчивши чемпіонат на 7 місці. Такий результат, в підсумку, дозволив їм знову стартувати в наступному сезоні в кубкових турнірах Ліги Європи.
У футболі є звичним явищем, коли після фантастичних успіхів приходить пора падіння і тільки досвідчені, в менеджменті та виконавській майстерності, колективи опиралися цьому явищу. На жаль, алавесці, лише здобували футбольний досвід, тож закономірним стало їхнє пониження в турнірній таблиці та спотикання на турецькій команді в Кубку УЄФА. Але психологічна травма від черги невдач, вплинули на стан команди і відповідальність за все взяв наставник — який покинув їх стан посеред сезону. На жаль, команда ще більше розбалансувалася і конфлікти та амбіції гравців клубу (які мали намір швидше перебратися в команди-гранди світового футболу) довели до критичного — на фініші сезону 2002—2003 років «Алавес» став аутсайдером Ла-Ліги.
Сезон 2003—2004 очікувався з надією в повернення басків в еліту іспанського футболу. І впродовж усього сезону вболівальницькі надії не полишали їх, але на фініші команда оступилася і втратила шанс в перехідних іграх. На додачу тому, їх наздогнала фінансова криза у клубі, і щоби покращити становище колективу, власник змушений був продати блокуючий пакет акцій, задля фінансової стабілізації клубу. Тож початок наступного сезону 2004—2005 років став віховим, клубом заволодів іноземний власник — Дмитро Пітерман, відомий своїми неординарними діями та висловами. Дмитро, не дав довго на себе чекати: призначивши в тренери спортивного-авантюриста Чучі Коса (Chuchi Cos), хоча номінально він сам очолював і тренерський штаб, і керівництво клубу. З такою ситуацією не могла примиритися футбольна асоціація, та й чимало функціонерів і тренерів в Іспанії. Але, наперекір усім, вихованці Пітермана посіли 3 місце в Сегунді з першого ж разу - повернулися до Ла-Ліги.
Амбіції, фінанси та агресія україно-американського олігарха вселила надії в нові злети «Алавеса». І початок сезону 2005—2006 років для гравців та їх наставника-президента були обнадійливими: команда протрималася в середині турнірної таблиці, але поразка в 3 раунді Кубка дель Рей від «Ейбара» та подальші експресивні «наставницькі» дії Пітермана, призвели до остаточного закріплення колективу в числі аутсайдерів ліги. Нові обличчя футболістів та фінансові позики клубу - не виправили становища, лише на кілька турів команда вибралася із зони вильоту, але наприкінці сезону виявилося, що лише одного очка не вистачило задля збереження прописки в Ла-Лізі. Виліт «біло-синіх» до нижчої ліги і втрата інтересу до нового проекту олігархом Пітерманом призвели до складної моральної та фінансової ситуації в клубі. Насувалося банкрутство. Пітерман ще деякий час намагався маніпулювати ситуацією, але 25 мільйонів євро боргових зобов'язань, остаточно підписали вердикт банкрутства.

#### Повчальні сезони
Поява старожила Сегунди у звичному колі — очікувалося, що не надовго. Але результат першого ж сезону, 2006—2007 років, вказав на суттєву кризу в команді, та й в клубі фінансово-адміністративні проблеми не вселяли надії. Банкрутство вже стукало в двері, 5 тренерів за один сезон - ознака кризи. Але наприкінці 2007 року, врешті-решт, вдалося вмовити Пітермана продати пакет акцій клубу і поява на президентському містку місцевого управлінця Фернандо Ортіса де Зарате вже прихилила бізнес та вболівальників, тим паче, що саме сім'я Ортіс Зарате стала головним власником клубу (відкупивши контрольний пакет акцій). Якщо фінансовий стан вдалося вирівняти (хоча остаточно з боргами Пітермана розрахувалися лише в 2015 році), то в грі команди все ще не було ладу. Наступні, 2007—2008 роки, чергове 17 місце і два нових тренера. Вболівальники ще мали надії на сезон 2008—2009 років, але після того, як команда з перших турів закріпилася в числі аутсайдерів ліги, вже безнадія та розпач охопили басків. І те, що вони відчували — сталося, «славетні» завершили сезон на 19 місці і покинули Сегунду.
Повернення до числа номінальних аматорів, деякі клуби, і вболівальники, сприймають як частину ритуалу очищення (себто, позбуваються баласту футболістів, поправляють свій фінансовий стан, втрачають надмірно-набуту зверхність). Саме такий «ритуал» довелося пройти і «Депортіво Алавес», який ще кілька років тому грав у фіналі Кубку УЄФА, а тепер перебивався в одній з двох іспанських аматорських футбольних ліг — Сегунді Дивізіон Б. Свій перший сезон, 2009—2010 років, довелося звикати до насичених переїздів і в'язких басксько-галісійських колективів 1 групи. Чи не кожна гра ставала наче баскське дербі: емоції вболівальників передавалися самим футболістам. Відтак 5 місце, стало певним досягненням команди з Алави.
Два наступних сезони «славетні» уже утвердилася у верхній частині турнірної таблиці. Поряд з тим, майже всі ветерани подалися в інші клуби і Фернандо де Зарате, почав формувати нову, молоду команду з місцевих футболістів. Лише треба було добавити їм амбіцій, чому мали посприяти тренери, але поки доводилося після кожного кола міняти їх. А от в сезоні 2012—2013 років, до клубу прийшов місцевий фахівець, який не був знаним футболістом, але тривалий час виховував-навчав місцевих юнаків, і саме Начо Гонсалесу (Natxo González) випало дати новий поштовх для молоді Алави. Команда згуртувалася і з перших турів захопили лідерство серед колективів Країни Басків та Каталонії (з яких була сформована їхня підгрупа) і задовго до фінішу — отримали путівку до Сегунди.
Але старт в вищій, за класом, лізі був розпачливим: «біло-сині» провели його в числі аутсайдерів і лише в фінальному перехідному турнірі їм вдалося утриматися. Правда ще посеред сезону Начо Гонсалесу, під тиском нового президента клубу Альфонсо Фернандес де Троконіса довелося поступитися місцем колишньому захиснику та тренеру-помічнику Хуану Мандії. Але вже за кілька місяців, і його помічник, знаний воротар — Альберто Фернандес уже виводив алавесців на матчі і йому таки вдалося втримати колектив від пониження в класі. А в наступному сезоні, 2014—2015 років, вони перебралися в середину турнірної таблиці і завершили першість на 13 місці.
Наступного сезону Альфонсо Троконісу вдалося переманити до клубу старожила тренерського корпусу Сегунди — Хосе Бордаласа. Бордалас підібрав вдалу тактичну схему та згуртував колектив задля спортивного прориву — на вершину Сегунди. Наприкінці першого кола, увірвавшись на перше місце турнірної таблиці, «Депортіво Алавес», поперемінно, з «Леґанесом» захопили лідерство в лізі і не поступилися ним, тим самим здобувши пряму путівку до ліги найсильніших — Ла-Ліги.

#### Повернення до еліти
Повернення до еліти в сезоні 2016-17 років мало не завершилося черговим тріумфом. Новий тренер, колишній їхній гравець, Маурісіо Пельєгріно був зваблений з Аргентини президентом клубу і отримав вотум довіри в самостійному тренерському проекті. Команда, відчувши довіру від вболівальників та очільників клубу, заграла у відкритий футбол і зуміла закріпитися в середині турнірної таблиці, давши бій не одному гранду іспанського футболу. А в Кубку Іспанії «славетні баски» дійшли до фіналу, де в запеклій боротьбі поступилися фавориту зі столиці Каталонії — «Барселоні».
Наступний сезон, 2017-18 років, вболівальники очікували з нетерпінням, а він виявився - провальним. Уже з перших турів команда міцно закріпилася внизу турнірної таблиці. Додатковим чинником стали часті зміни-ротації на тренерському містку: Маурісіо Пельєгріно, Луїс Зубелдія (Luis Zubeldía), Джанні Де Б'язі (Gianni De Biasi), Абелардо Фернандес (Abelardo Fernández) - 4 тренери за 6 місяців, вказувало на системну кризу в грі та в клубі. Лише на фініші турніру, Абелардо Фернандес (який прийняв команду взимку на останньому місці) налагодив колективну гру та стабілізував оборонні редути. Як наслідок, команда вирвалася із зони вильоту.
Сезон 2018—2019 років для вболівальників «Алавесу» виявився найнесподіванішим (на фоні провального попереднього) - їх улюбленці з перших турів увірвалися до чільної 6-и першості Іспанії і з тих пір постійно перебували в зоні єврокубків та серед кращих команд країни. Команда славилася своїми захисними редутами та разючою контратакою, якими уміло диригував їх наставник — Абелардо Фернандес, який саме у Віторії завершував кар'єру гравця. Коли «славетні» піднялися на 4 місце турнірної таблиці, ейфорія вболівальників та керівництва клубу не мала меж, але виявилося, що до кінця сезону запалу гравців не вистачило. Останні 10 турів, футболісти фізично підсіли і почастішали невиразні матчі, що спричинило до кількох необов'язкових поразок і наступне їхнє пониження. В підсумку, «Алавес» посів 11 місце, запам'ятавшись непоступливим захистом і беззубою ланкою нападників (лише 39 голів, один з гірших показників в лізі). В Кубку Іспанії команда басків зійшла з дистанції ще в 1/32 турніру.
Ла-Ліга 2019—2020 років, для «Алавесу» розпочалася зі зміни тренера, Фернандес поступився місцем перспективному баску Асьєр Ґарітану, очевидно задля покращення атакуючих навичок колективу. Колишній нападник, перейшовши на тренерський місток, відзначався тактичними підходами в атакувальній імпровізації його команд. Керівництву клубу вдалося зберегти награний, роками, кістяк колективу. З основних гравців тільки Гільєрмо Маріпан перебрався до Монако, а клуб отримав 18 мільйонів євро. На жаль, старт сезону виявився для команди невдалим: в 5-у турі вони опинилися за крок до останніх щабелів таблиці. І лише наприкінці 1-го кола їм вдалося виборсатися з підвалин турнірної таблиці, надсутужно беручи очки в таких же аутсайдерів першості, зі знакових матчів стали дві нічиї: з «Атлетико» в Мадриді та з «Хетафе» (які перебували в лідерах, цього сезону). Друге коло команда продовжувала поступово виборсуватися з днища турнірної таблиці, добравшись до 13 місця. Так і, балансуючи на початку 2-го десятка, алавесці ввійшли в зовнішню кризу в країні, спричинену коронавірусом. Як наслідок майже 3 місяці суворого карантину призвели до дисбалансу, внаслідок чого гравці втратили функціональну та психологічну форму і команда почала знову опускатися. Опісля 6 підряд поразок (в 7 турах) керівництву довелося звільнити головного тренера і на останні тури, з 5 липня 2020 року, команду вже виводив Хуан Рамон Лопес Муньїс (Juan Ramón López Muñiz), якому і вдалося зупинити падіння. Відтак, команда зупинилася за щабель від зони вильоту.

## Атрибути
Символи краю та міста завжди входили до атрибутів команди, будучи наскрізним елементом в історії та сучасності клубу. І додатковою атрибуцією стали історичні віхи клубу: як в назві так і в піснях, закликах клубу для його сосіос і фанатів-вболівальників.

### Назви
- «Sport Friend's Club» → (1920-21) → перша історична назва команди;
- «Deportivo Alavés» → (1921-23) → перша офіційна і юридична назва команди;
- «Club Deportivo Alavés» → (1923-34) → створення, на базі команди, спортивного клубу, відтак, і зміна назви;
- «Deportivo Alavés» → (1934-96) → повернення до старої, історичної назви команди, а потім і клубу;
- «Deportivo Alavés, S.A.D.» → (1996-Act.) → підлаштування назви під глобальні виклики — створення спортивної корпорації «Sociedad anónima deportiva — S.A.D.».

### Емблема-логотип
Базовими елементами логотипу стала історична емблема клубу: алавісійський трикутний (горизонтальний) стяг в кольорах клубу з заглавними буквами його назви.

### Прізвиська-наймення
За період існування головної команди Алавесу, за нею закріпилися кілька прізвиськ-наймень, якими їх нагородили вболівальники. Одні наймення були на честь історичних віх команди, інші пов'язані з географічно-історичним корінням, а були й, просто, жартівливі.
Наразі, найпоширенішими є:
- «Babazorros» (Бабасоррос), що в перекладі означає — «Пожирачі бобів» (баскською). Дослідники схиляються до останнього трактування, оскільки саме таким було історичне наймення (дошкульне) мешканців цих територій, які вважалися доволі скудними на продукти харчування і там жило чимало бідних верст населення. Давні мандрівники підмічали, що жителі краю, алавесці, харчуються скудно і головні страви були з бобами. Відтак наймення «пожирачі бобів» перекочувало із побуту в різні сфери, однією з яких став і футбол;
- «El Glorioso» (Ель Ґлоріосо), що в перекладі означає — «Славетні». Пристало до команди з середини 30-х років, коли вони стали переможцями кількох турнірів серед баскських команд, та пробилися до Ла-Ліги. Згодом, коли команда опустилася на тривалий час до нижчих ліг, опоненти використовували це наймення, щоб позловтішатися над алавесцями. Але останні, на початку ХХІ століття, відродили цей термін, своїми неочікуваними трофеями та перемогами;
- «Albiazules» (Альбазулес), що в перекладі означає — «Біло-блакитні»[29]. Пристало до наймення, після тривалих виступів команди в постійній основній формі, яка мала кольори: «Albi» — білий і в «azul» — блакитну смужку (або синю).
- «El pink team», що в перекладі означає — «Рожева команда». Пристало до команди в середині на початку ХХІ століття, коли вони обрали як другий колір футбольної форми — екзальтовані в спорті, рожево-білі комбінації кольорів-вставок.
- «Los Babazorros» (Лос Бабасоррос), що в перекладі означає — «Слюняві (або молоді) Лисиці»(іспанською). Відтак, пізніше ще й талісманом клубу було обрано символічне зображення лисиці (чи койота)[30].

### Кольори клубу та форми футболістів
Білий колір став домінантним елементом в кольорах клубу, ще від часів його заснування. Адже, на початках футболу в Іспанії чимало спонтанних гуртів-ватаг, не були спроможні придбати повноцінні комплекти форми для гравців. Очевидно, футболісти-аматори спільно домовлялися щодо придбання комплектів форми чи індивідуально собі їх справляти. Так сталося і у Віторії-Гастейс: гравці аматори, домовилися на придбання схожих футболок та трусів для всіх гравців команди, щоби було на кшталт родоначальників футболу.
Відтак, наприкінці 1919 року і в 1920 роках хлопці навідувалися в товариські турніри зі схожою формою — це були чисто білі футболки й практичні чорні шорти:
- Біла сорочина/футболка, білі шорти, чорні гетри → (1920-21) → перша офіційна форма;
- Біло-синя сорочина/футболка, чорні шорти, чорні гетри → (1921-25);
- Біло-синя сорочина/футболка, сині шорти, білі гетри → (1925-26);
- Біло-синя сорочина/футболка, сині шорти, синьо-білі гетри → (1926-31);
- Біло-синя сорочина/футболка, сині шорти, синьо-білі гетри → (1931-54);
- Біло-синя сорочина/футболка, сині шорти, білі гетри → (1999—2010);
- Біло-синя сорочина/футболка, чорні шорти, чорні гетри → (2010-11);
- Біло-синя сорочина/футболка, сині шорти, синьо-білі гетри → (2016—2019);

Основний комплект форми
Команда історично носить біло-сині вертикальні смугасті футболки, розміри яких різними роками змінювалися, сині шорти та гетри, як правило, біло-сині. Перша історична форма 1921 року насправді була: футболка, наполовину, біло-блакитною й чорні гетри та шорти. Чорний клолір (тоді притаманний всім баскським командам) був полишений ще в середині 1920-х років, щоб збільшити акцент на синьо-біло смугастий варіант, але останніми роками його відродили.
|  | 1921 |  | 1925 |  | 1926-1990 |  | 1991-1999 |  | 1999-2002 |  | 2011-2012 |  | 2012-2013 |  | 2013-2015 | 2016-2017 |

Альтернативний (виїзний) комплект форми
Натомість, виїзний комплект форми в команди не мав стабільних кольорів і видозмінювався відповідно запитам спонсорів команди (тобто акцент був на їх кольори). Лише наприкінці ХХ століття було погоджено повернути до виїзної форми чорний колір (як в більшості баскських клубів). А з початку ХХІ століття очільниками клубу було вирішено змінити акценти: в сторону презентації краю. Тому було обрано етнічний рожевий колір (як базовий на гербі-прапорі Алави), а також колір головного багаторічного спонсора команди — винокурні «Rioja Alavesa» (особливих вин краю).
| 1994-1995 | 1995-1999 | 1999-2002 | 2002-2005 | 2005-2006 | 2006-2008 | 2008-2009 | 2009-2011 |  |

Презентаційно-єврокубковий комплект форми
Коли ж команда пробилася до Єврокубків, керівники клубу залишилися на позиції — презентації Алави в світі. Відтак було вирішено залишити кольорову гаму пов'язану з етнічними кольорами: рожевим та чорним (видозмінюючи кольорові вставки). Лише на фінальну гру з Ліверпулем довелося обирати інший варіант (синій) оскільки базові і всесвітньо відомі кольори їх візаві є біло-червоними (тож недопустимо було грати командам в одній кольоровій гамі).
| 2000-2001 | Final 2000-2001 | 2002-2003 |  |

### Гімн
Офіційним гімном «Депортиво Алавес» вважається музичний твір «Bravo equipo albiazul» [Архівовано 17 лютого 2021 у Wayback Machine.], написаний на початках 1950 років, відомим місцевим музикантом-композитором Альфредо Доннай (D. Alfredo Donnay). В тексті пісні йдеться про колишні заслуги команди та сподівання на майбутні перемоги.
Але до появи пісні Альфредо Донная, місцеві вболівальники та сосіос клубу намагалися, своїми емоційними виступами, підтримувати улюблену команду. Так однією з перших була маршова пісня, яку виконав ансамбль місцевого військового училища «Regimiento Cuenca», на відкритті Медіасорри в 1924 році. З тих пір приспів пісні «Ánimo pues» став закликаючим з трибун, до рішучих дій футболістів. Крім цього маршу ще кілька схожих композицій лунали зі стадіону та супроводжували команду з Віторії, зокрема попурі-обробки: «Canto Bélico» та «Tracatá», авторство яким приписують Дамасо Віллануеві (Dámaso Villanueva). Пізніше, один із знаних віторіанців, Франциско Ландабуру (Francisco Javier de Landaburu), написав свою версію підтримки команди. «La victoria nos sonríe» стала популярною і надихаючою команду в її перемогах, в середині ХХ століття. Але після 1960 року, помпезно-урочистий гімн від Альфредо Доная, став домінувати над всіма версіями і закріпився, як головна пісня клубу.
Лише на початку ХХІ століття, коли постала вболівальницька культура, на стадіоні почали звучати додаткові речівки та кричалки в підтримку команди та пісні в її честь. Відтак, окрім гімну клубу, можна почути інші музичні композиції на честь команди та її звершень.

## Сучасність
Сезон 2019—2020 року команда «Депортіво Алавес» розпочала з чергової тренерської ротації Абелардо Фернандеса замінив Асьєр Ґарітано. Хоча очільникам клубу вдалося уберегти основний склад від різкої зміни. Крім того на кожну позицію вдалося віднайти підсилення з числа досвідчених гравців.

### Основний склад
Станом на 22 грудня 2023
| №  | Поз. | Нац.     | Гравець           |
| -- | ---- | -------- | ----------------- |
| 1  | ВР   | Іспанія  | Антоніо Сівера    |
| 2  | ЗХ   | Іспанія  | Андоні Горосабель |
| 3  | ЗХ   | Іспанія  | Рубен Дуарте      |
| 4  | ЗХ   | Сербія   | Александар Седлар |
| 5  | ЗХ   | Марокко  | Абдель Абкар      |
| 6  | ПЗ   | Іспанія  | Андер Гевара      |
| 7  | НП   | Іспанія  | Лукас Перес       |
| 8  | ПЗ   | Іспанія  | Томас Піна Ісла   |
| 9  | НП   | Іспанія  | Хоселу            |
| 10 | ПЗ   | Румунія  | Яніс Хаджі        |
| 11 | НП   | Іспанія  | Луїс Ріоха        |
| 12 | ЗХ   | Уругвай  | Сантьяго Моуріньо |
| 13 | ВР   | Іспанія  | Антоніо Сівера    |
| 14 | НП   | Бразилія | Дейверсон Брум    |

| №  | Поз. | Нац.                 | Гравець                                         |
| -- | ---- | -------------------- | ----------------------------------------------- |
| 16 | ПЗ   | Іспанія              | Едгар Мендес                                    |
| 17 | НП   | Іспанія              | Іньїго Кордоба (в оренді з «Атлетіка»)          |
| 18 | ПЗ   | Іспанія              | Бургуї                                          |
| 19 | ПЗ   | Іспанія              | Ману Гарсія                                     |
| 20 | ПЗ   | Іспанія              | Пере Понс                                       |
| 21 | ЗХ   | Алжир                | Абде Реббаш                                     |
| 22 | ЗХ   | Франція              | Флоріан Лежон (в оренді з «Ньюкасл Юнайтед»)    |
| 23 | ПЗ   | Уругвай              | Карлос Бенавідес                                |
| 24 | ПЗ   | Іспанія              | Хота                                            |
| 26 | ЗХ   | Іспанія              | Хаві Лопес                                      |
| 29 | ПЗ   | Іспанія              | Борха Сайнс                                     |
| 31 | ВР   | Екваторіальна Гвінея | Хесус Овоно                                     |
| 32 | НП   | Іспанія              | Саму Омородіон (в оренді з «Атлетіко» (Мадрид)) |

### Спонсори
- Технічний спонсор: «Kelme» (Іспанія)
- Титульний спонсор: «Betway» (Гзіра, Мальта)

Повернувшись до вищого дивізіону, «Алавес» деякий час виступав без будь-яких написів зовні на своїх футболках, поки в 2017 році, влітку, клуб з Віторії не підписав нові спонсорські контракти із перспективними компаніями, що практикують спонсорство у футболі.
- Контракт з корпорацією «Kelme» - іспанським виробником спортивного взуття, в основному для бігу та футболу, в теперішні часи вони ще запустили серію взуття і для інших видів спорту. З початку ХХІ століття, в асортименті продукції з'явилася також і спортивний одяг з аксесуарами.
- Контракт з компанією «Betway», терміном до червня 2020 року. Ця мальтійська фірма спеціалізується на наданні послуг у сфері грального бізнесу та ініціювала такі бренди ігрової індустрії: «Betway Sportsbook», «Betway Casino», «Betway Vegas», «Betway Bingo» і «Betway Poker»[44].

### Турнірний поступ
Зміна на тренерській лавці, далася взнаки, команда пробуксувала в перших турах і, як наслідок, опинилася в аутсайдерах ліги.

## Статистика

### Досягнення командні
| Рівень | Ліга                | Кількість сезонів | Дебют     | Перехід на вищий рівень | Загалом, для кожної ліги |
| ------ | ------------------- | ----------------- | --------- | ----------------------- | ------------------------ |
| 1º     | Ла-Ліга             | 14                | 1930–1931 | 2018–2019               | 14                       |
| 2º     | Сегунда Дивізіон    | 37                | 1928–1929 | 2015–2016               | 37                       |
| 3º     | Tercera División    | 18                | 1940-1941 | 1973-1974               | 30                       |
| 3º     | Segunda División B  | 12                | 1983–1984 | 2012–2013               | 30                       |
| 4º     | Divisione regionale | 1                 | 1970-1971 | 1970-1971               | 5                        |
| 4º     | Tercera División    | 4                 | 1986-1987 | 1989-1990               | 5                        |

За існування команди вона представляла Віторію-Гастейс в різних лігах іспанської першості:
- 15 сезонів в Ла-Лізі
- 37 сезонів в Сегунді
- 12 сезонів в Сегунді Дивізіон «B»
- 22 сезони в Терсері
- 1 сезон у Регіональному Дивізіоні
- Кубок Іспанії:
  - Фіналіст (1): 2016-17
- Кубок УЄФА:
  - Фіналіст (1): 2000-01

#### Виступи в іспанських змаганнях
| Сезон     | Турнір/Ліга | Місце | Копа дель Рей |
| --------- | ----------- | ----- | ------------- |
| 1928      |             |       | Semifinales   |
| 1929      | 2.ª         | 3.º   | 1/16 de Final |
| 1929–1930 | 2.ª         | 1.º   | Cuartos       |
| 1930/31   | 1.ª         | 8.º   | 1/16 de Final |
| 1931/32   | 1.ª         | 9.º   | Cuartos       |
| 1932/33   | 1.ª         | 10.º  |               |
| 1933/34   | 2.ª         | 10.º  |               |
| 1939      |             |       | Semifinales   |
| 1939/40   | 2.ª         | 8.º   | 1/16 de Final |
| 1940/41   | 3.ª         | 1-º   | 2.ª Ronda     |
| 1941/42   | 2.ª         | 3.º   |               |
| 1942/43   | 2.ª         | 8.º   | 1/16 de Final |
| 1943/44   | 3.ª         | 2.º   | 5.ª Ronda     |
| 1944/45   | 3.ª         | 3.º   | 1/16 de Final |
| 1945/46   | 3.ª         | 5.º   |               |
| 1946/47   | 3.ª         | 7.º   |               |
| 1947/48   | 3.ª         | 10.º  | 3.ª Ronda     |
| 1948/49   | 3.ª         | 12.º  | 1.ª Ronda     |
| 1949/50   | 3.ª         | 10.º  |               |
| 1950/51   | 3.ª         | 2.º   |               |

| Сезон     | Ліга | Місце | Кубок         |
| --------- | ---- | ----- | ------------- |
| 1951/52   | 2.ª  | 9.º   |               |
| 1952–1953 | 2.ª  | 4.º   | Octavos       |
| 1953/54   | 2.ª  | 1.º   | Octavos       |
| 1954/55   | 1.ª  | 10.º  | Octavos       |
| 1955/56   | 1.ª  | 14.º  |               |
| 1956/57   | 2.ª  | 5.º   |               |
| 1957/58   | 2.ª  | 7.º   |               |
| 1958/59   | 2.ª  | 13.º  | 1.ª Ronda     |
| 1959/60   | 2.ª  | 13.º  | 1.ª Ronda     |
| 1960/61   | 3.ª  | 1.º   |               |
| 1961/62   | 2.ª  | 4.º   | Octavos       |
| 1962/63   | 2.ª  | 8.º   | 1/16 de Final |
| 1963/64   | 2.ª  | 16.º  | 1/16 de Final |
| 1964/65   | 3.ª  | 1.º   |               |
| 1965/66   | 3.ª  | 3.º   |               |
| 1966/67   | 3.ª  | 7.º   |               |
| 1967/68   | 3.ª  | 1.º   |               |
| 1968/69   | 2.ª  | 14.º  |               |
| 1969/70   | 3.ª  | 9.º   | 1.ª Ronda     |
| 1971/72   | 3.ª  | 7.º   | 1.ª Ronda     |

| Сезон   | Ліга | Місце | Кубок     |
| ------- | ---- | ----- | --------- |
| 1972/73 | 3.ª  | 3.º   | 2.ª Ronda |
| 1973/74 | 3.ª  | 1.º   | 2.ª Ronda |
| 1974/75 | 2.ª  | 16.º  | 3.ª Ronda |
| 1975/76 | 2.ª  | 15.º  | 2.ª Ronda |
| 1976/77 | 2.ª  | 8.º   | 2.ª Ronda |
| 1977/78 | 2.ª  | 11.º  | Cuartos   |
| 1978/79 | 2.ª  | 9.º   | Cuartos   |
| 1979/80 | 2.ª  | 9.º   | Octavos   |
| 1980/81 | 2.ª  | 8.º   | Octavos   |
| 1981/82 | 2.ª  | 17.º  | 3.ª Ronda |
| 1982/83 | 2.ª  | 17.º  |           |
| 1983/84 | 2.ªB | 3.º   | 2.ª Ronda |
| 1984/85 | 2.ªB | 3.º   | 3.ª Ronda |
| 1985/86 | 2.ªB | 5.º   | 2.ª Ronda |
| 1986/87 | 3.ª  | 7.º   | 1.ª Ronda |
| 1987/88 | 3.ª  | 8.º   |           |
| 1988/89 | 3.ª  | 2.º   |           |
| 1989/90 | 3.ª  | 1.º   |           |
| 1990/91 | 2.ªB | 2.º   | 2.ª Ronda |
| 1991/92 | 2.ªB | 4.º   | 3.ª Ronda |
| 1992/93 | 2.ªB | 1.º   | 3.ª Ronda |

| Сезон   | Ліга | Місце | Кубок         |
| ------- | ---- | ----- | ------------- |
| 1993/94 | 2.ªB | 1.º   | 3.ª Ronda     |
| 1994/95 | 2.ªB | 1.º   | 1.ª Ronda     |
| 1995/96 | 2.ª  | 7.º   | 2.ª Ronda     |
| 1996/97 | 2.ª  | 13.º  | 2.ª Ronda     |
| 1997/98 | 2.ª  | 1.º   | Semifinales   |
| 1998/99 | 1.ª  | 16.º  | 3.ª Ronda     |
| 1999/00 | 1.ª  | 6.º   | 1/16 de Final |
| 2000/01 | 1.ª  | 10.º  | 1/32 de Final |
| 2001/02 | 1.ª  | 7.º   | 1/16 de Final |
| 2002/03 | 1.ª  | 19.º  | Octavos       |
| 2003/04 | 2.ª  | 4.º   | Semifinales   |
| 2004/05 | 2.ª  | 3.º   | 1/32 de Final |
| 2005/06 | 1.ª  | 18.º  | 3.ª Ronda     |
| 2006/07 | 2.ª  | 17.º  | Octavos       |
| 2007/08 | 2.ª  | 17.º  | 3.ª Ronda     |
| 2008/09 | 2.ª  | 19.º  | 2.ª Ronda     |
| 2009/10 | 2.ªB | 5.º   | 1.ª Ronda     |
| 2010/11 | 2.ªB | 3.º   | 1.ª Ronda     |
| 2011/12 | 2.ªB | 6.º   | 3.ª Ronda     |
| 2012/13 | 2.ªB | 1.º   | 1/16 de Final |
| 2013/14 | 2.ª  | 18.º  | 3.ª Ronda     |
| 2014/15 | 2.ª  | 13.º  | 1/16 de Final |
| 2015/16 | 2.ª  | 1.º   | 3.ª Ronda     |
| 2016/17 | 1.ª  | 9.º   | Finalista     |
| 2017/18 | 1.ª  | 14.º  | 1/4 de Final  |

Детальна статистика сучасності
| Сезон     | Ліга | Місце | Ігри | Пер | Ніч | Пор | Заб | Про | Очки | Кубок         | Європа | Європа    | Примітки   |
| --------- | ---- | ----- | ---- | --- | --- | --- | --- | --- | ---- | ------------- | ------ | --------- | ---------- |
| 1998–1999 | 1.ª  | 16    | 38   | 11  | 7   | 20  | 36  | 63  | 40   | 3.ª Ronda     |        |           |            |
| 1999–2000 | 1.ª  | 6     | 38   | 17  | 10  | 11  | 41  | 37  | 61   | 1/16 de Final |        |           |            |
| 2000–2001 | 1.ª  | 10    | 38   | 14  | 7   | 17  | 58  | 59  | 49   | 1/32 de Final | UEFA   | Final     |            |
| 2001–2002 | 1.ª  | 7     | 38   | 17  | 3   | 18  | 41  | 44  | 54   | 1/16 de Final |        |           |            |
| 2002–2003 | 1.ª  | 19    | 38   | 8   | 11  | 19  | 38  | 68  | 35   | Octavos       | UEFA   | 2.ª ronda | Пониження  |
| 2003–2004 | 2.ª  | 4     | 42   | 20  | 14  | 8   | 48  | 32  | 74   | Semifinales   |        |           |            |
| 2004–2005 | 2.ª  | 3     | 42   | 23  | 7   | 12  | 62  | 47  | 76   | 1/32 de Final |        |           | Підвищення |
| 2005–2006 | 1.ª  | 18    | 38   | 9   | 12  | 17  | 35  | 54  | 39   | 3.ª ronda     |        |           | Пониження  |
| 2006–2007 | 2.ª  | 17    | 42   | 13  | 13  | 16  | 51  | 60  | 52   | Octavos       |        |           |            |
| 2007–2008 | 2.ª  | 17    | 42   | 12  | 15  | 15  | 41  | 47  | 51   | 3.ª Ronda     |        |           |            |
| 2008–2009 | 2.ª  | 19    | 42   | 11  | 10  | 21  | 42  | 64  | 43   | 2.ª ronda     |        |           | Пониження  |
| 2009–2010 | 2.ªB | 5     | 38   | 16  | 14  | 8   | 45  | 31  | 62   | 1.ª ronda     |        |           |            |
| 2010–2011 | 2.ªB | 3     | 38   | 18  | 12  | 8   | 63  | 43  | 66   | 1.ª ronda     |        |           |            |
| 2011–2012 | 2.ªB | 6     | 38   | 14  | 17  | 7   | 64  | 39  | 59   | 3.ª ronda     |        |           |            |
| 2012–2013 | 2.ªB | 1     | 38   | 25  | 7   | 6   | 57  | 22  | 82   | 1/16 de Final |        |           | Підвищення |
| 2013–2014 | 2.ª  | 18    | 42   | 12  | 13  | 17  | 57  | 57  | 51   | 3.ª ronda     |        |           |            |
| 2014–2015 | 2.ª  | 13    | 42   | 14  | 11  | 17  | 49  | 53  | 53   | 1/16 de final |        |           |            |
| 2015–2016 | 2.ª  | 1     | 42   | 21  | 12  | 9   | 49  | 35  | 75   | 3ª ronda      |        |           | Підвищення |
| 2016–2017 | 1.ª  | 9     | 38   | 14  | 13  | 11  | 41  | 43  | 55   | Final         |        |           |            |
| 2017–2018 | 1.ª  | 14    | 38   | 15  | 2   | 21  | 40  | 50  | 47   | 1/4 de final  |        |           |            |

#### Виступи в єврокубках
Уже в першому своєму, дебютному, єврокубковому сезоні, «баскська золушка» учинила справжні фурор, будучи в п'яти хвилинах, від здобуття кубка УЄФА. У «веселому» фіналі «Алавес» поступився «Ліверпулю» 4-5 в овертаймі, за правилом золотого гола. Можна гадати про те, що було б, якби це правило не застосовувалося, з урахуванням компенсованого часу грати залишалося близько п'яти хвилин.
| Сезон     | Турнір     | Раунд | Суперник       | 1 гра       | 2 гра | Підсумок |
| --------- | ---------- | ----- | -------------- | ----------- | ----- | -------- |
| 2000–2001 | Кубок УЄФА | 1Р    | Газіантепспор  | 0: 0        | 4: 3  | 4: 3     |
|           |            | 2Р    | Ліллестрьом    | 3: 1        | 2: 2  | 5: 3     |
|           |            | 3Р    | Русенборг      | 1: 1        | 3: 1  | 4: 2     |
|           |            | 4Р    | Інтер          | 3: 3        | 2: 0  | 5: 3     |
|           |            | 1/4   | Райо Вальєкано | 3: 0        | 1: 2  | 4: 2     |
|           |            | 1/2   | Кайзерслаутерн | 5: 1        | 4: 1  | 9: 2     |
|           |            | Фінал | Ліверпуль      | 4: 5 (д.в.) |       |          |
| 2002–2003 | Кубок УЄФА | 1Р    | Анкарагюджю    | 2: 1        | 3: 0  | 5: 1     |
|           |            | 2Р    | Бешикташ       | 1: 1        | 0: 1  | 1: 2     |

- Домашні ігри виділені жирним шрифтом

### Командні спортивні віхи
Основні командні віхи стосувалися здобуття трофеїв в різних лігах іспанської першості:
- в Сегунді:
  - 4 перших місця - 1930, 1953—1954 (група I), 1997—1998, 2015—2016;
  - 3 третіх місця — 1928—1929, 1941—1942 (груп* II), 2004—2005;
- в Сегунді Дивізіон «В»: 4
  - 4 перших місця - 1992—1993, 1993—1994, 1994—1995, 2012—2013;
  - 1 друге місце — 1990—1991 (група II);
  - 3 третіх місця — 1983—1984 (група I), 1984—1985 (група I), 2010—2011 (група II);
- в Терсері:
  - 6 перших місця - 1940—1941, 1960—1961, 1964—1965, 1967—1968, 1973—1974, 1989—1990;
  - 3 других місця — 1943—1944, 1950—1951, 1988—1989;
  - 3 третіх місця — 1944—1945, 1965—1966, 1972—1973;
- в Кубку Федерації:
  - Володар —1946
- в Кубку Іспанії:
  - Фіналіст — 2016—2017;
  - Півфіналіст — 1928, 1939, 1997—1998, 2003—2004.

| Національна першість     | Трофеї                                      | Фіналісти      |
| ------------------------ | ------------------------------------------- | -------------- |
| Сегунда (4)              | 1929–1930, 1953–1954, 1997–1998 y 2015–2016 |                |
| Копа Дель Рей (0)        |                                             | 2016–2017. (1) |
| Сегунда Дивізіон "B" (1) | 2012–2013                                   |                |
| Кубок Федерації (1)      | 1946.                                       |                |

| Континентальні турніри | Трофеї | Фіналісти      |
| ---------------------- | ------ | -------------- |
| Liga Europa (0)        |        | 2000–2001. (1) |

| Регіональні-національні першості | Трофеї     | Фіналісти |
| -------------------------------- | ---------- | --------- |
| Чемпіонат Біскаї (1)             | 1929–1930. | (?)       |
| Чемпіонат Гіпускоа (1)           | 1938–1939. |           |

### Тренерський корпус
Від початку заснування баскського клубу в столиці Алавесу, на футбольне поле гравців «Депортиво Алавес», зазвичай, виводили баскські футбольні тренери. З роками, кузня кантери-басків перетворилася в іспанську і в команді пробували свої тренерські здібності кілька відомих фахівців.
| - 1926—1927 Хосе Марія Мартінес (José María Martínez) - 1926—1927 Амадео Гарсія де Салазар (Amadeo García de Salazar) - 1928 Вальтер Гарріс (Walter Harris) - 1928—1929 Рамон Адарраґа (Ramón Adarraga) - 1929—1931 Хосе Баонса (José Baonza) - 1931—1932 Хосе Енсінас (José Encinas) - 1932—1932 Амадео Гарсія де Саласар (Amadeo García de Salazar) - 1938—1939 Амадео Гарсія де Саласар (Amadeo García de Salazar) - 1939—1940 Бальтазар Альбеніс (Baltasar Albeniz) - 1939—1941 Тцомін Рей (Txomin Rey) - 1940—1941 Франциско Ґамборена (Francisco Gamborena) - 1941—1943 Антеро Ґонсалес де Аудікана (Antero González de Audicana) - 1943—1944 Ігнасіо Марія Алькорта "Чопін" (Ignacio María Alcorta, «Cholín») - 1944—1947 Тцомін Рей (Txomin Rey) - 1946—1948 Тібурсіо Берістайн (Tiburcio Beristain) - 1947—1948 Бальтазар Альбеніс (Baltasar Albeniz) - 1947—1948 Дезідеріо Еспарца (Desiderio Esparza) - 1948—1949 Ісаак Океха (Isaac Oceja) - 1949—1950 Карлос Петреня Ллоренте (Carlos Petreñas Llorente) - 1950—1952 Лоренсо Аусіна Тур (Lorenzo Ausina Tur) - 1952—1953 Антоніо Молінос (Antonio Molinos) - 1952—1953 Фернандо Муньос (Fernando Múñoz) - 1952—1953 Антоніо Альсуа (Antonio Alsúa) - 1953—1956 Маноло Ечезаррета (Manolo Echezarreta) | - 1956—1958 Луїс Уркїрі (Luis Urquiri) - 1958—1959 Рафа Іріондо (Rafa Iriondo) - 1958—1960 Маноло Ечезаррета (Manolo Echezarreta) - 1960—1963 Роман Ґаларраґа (Román Galarraga) - 1963—1964 Гарсія Арройо (Marcial García Arroyo) - 1964—1965 Ангель Кальво (Ángel Calvo) - 1965—1966 Ласа Ґармендія (Juan María Lasa Garmendia) - 1965—1966 Луїс Уркїрі (Luis Urquiri) - 1965—1966 Авґустин Барціна (Agustín Barcina) - 1966—1967 Фелікс Елісондо (Félix Elizondo) - 1966—1967 Хуан Карлос Діаз де Квінкосес (Juan Carlos Díaz de Quincoces) - 1967—1969 Іґнасіо Ізаґірре (Ignacio Izaguirre) - 1968—1970 Ференц Пушкаш (Ferenc Puskás) - 1969—1970 Мігель Ібарра (Miguel Ibarra) - 1969—1970 Ангель Кальво (Ángel Calvo) - 1970—1972 Авґустин Барціна (Agustín Barcina) - 1971—1972 Хосе Марія Ґарсія де Андоїн (José María García de Andoin) - 1971—1972 Маноло Мілан (Manolo Millán) - 1972—1973 Колдо Аґірре (Koldo Agirre) - 1973—1975 Роман Ґаларраґа (Román Galarraga) - 1974—1975 Іґнасіо Ейзаґірре (Ignacio Eizaguirre) - 1974—1975 Йосу Іспісуа (Yosu Ispizua) - 1975—1976 Абдаллах Бен Барек (Abdallah Ben Barek) - 1976—1978 Хосе Іглесіас Фернандес (José Iglesias Fernández) - 1978—1980 Хесус Аранґурен (Jesús Aranguren) | - 1980—1983 Хосе Марія Ґарсія де Андоїн (José María García de Andoin) - 1982—1983 Луїс Асторґа (Luis Astorga) - 1983—1984 Еміліо Кілес (Emilio Quílez) - 1983—1984 Хосе Антоніо Ная (José Antonio Naya) - 1984—1985 Хосе Мануель Еснал (José Manuel Esnal) «Mané» - 1984—1985 Немесіо Мартін Монтехо (Nemesio Martín Montejo) «Neme» - 1985—1986 Нандо Йосу (Nando Yosu) - 1986—1987 Альберто Уріона (Alberto Uriona) - 1987—1988 Іньякі Іспісуа (Iñaki Ispizua) - 1987—1988 Кокуе (Coque) - 1988—1989 Хуан Марія Беґонья (Juan María Begoña) - 1989—1992 Луїс Асторґа (Luis Astorga) - 1991—1993 Томас Бальбас (Tomás Balbás) - 1992—1993 Еміліо Кілес (Emilio Quílez) - 1992—1993 Луїс Коста (Luis Costa) - 1993—1994 Хосе Антоніо Ірулеґі (José Antonio Irulegui) - 1994—1997 Хесус Аранґурен (Jesús Aranguren) - 1997—1998 Марко Антоніо Боронат (Marco Antonio Boronat) - 1998—2003 Хосе Мануель Еснал (José Manuel Esnal) «Mané» - 2002—2003 Хесус Аранґурен (Jesús Aranguren) - 2003—2004 Пепе Мел (Pepe Mel) - 2004—2005 Чучі Кос (Chuchi Cos) - 2005—2006 Рафаель Монфорт (Rafael Monfort) - 2005—2006 Чучі Кос (Chuchi Cos) - 2005—2006 Хуан Карлос Оліва (Juan Carlos Oliva) - 2005—2006 Маріо Луна Сарміенто (Mario Luna Sarmiento) | - 2006—2007 Хуліо Банюелос (Julio Bañuelos) - 2006—2007 Чучі Кос (Chuchi Cos) - 2006—2007 Фабріціано Ґонсалес (Fabriciano González) - 2006—2007 Маріо Луна Сарміенто (Mario Luna Sarmiento) - 2006—2007 Кіке Яґуе (Quique Yagüe) - 2007—2008 Йосу Урібе (Josu Uribe) - 2007—2008 Хосе Марія Зальмерон Моралес (José María Salmerón Morales) - 2008—2009 Манікс Мандіола (Manix Mandiola) - 2008—2009 Франциско Лопес Кастро (Francisco Javier López Castro) - 2009—2010 Франциско Перейра Меґія (Francisco Javier Pereira Megía) - 2009—2010 Іньякі Осенда (Iñaki Ocenda) - 2010—2011 Мігель Альварес Том'є (Miguel Ángel Álvarez Tomé) - 2011—2012 Луїс де ла Фуенте (Luis de la Fuente Castillo) - 2011—2012 Хосе Карлос Ґранеро (José Carlos Granero) - 2012—2013 Начо Ґонсалес (Nacho González) - 2014 Хуан Карлос Мандіа (Juan Carlos Mandiá) - 2014—2015 Альберто Лопес Фернандес (Alberto López Fernández) - 2015—2016 Йосе Бордалас (José Bordalás) - 2016—2017 Маурісіо Пельєгріно (Mauricio Pellegrino) - 2017 Луїс Зубелдія (Luis Zubeldía) - 2017 Джанні Де Б'язі (Gianni De Biasi) - 2017—2019 Абелардо Фернандес (Abelardo Fernández) - 2019- Асьєр Ґарітано (Asier Garitano) |

### Відомі гравці
Для всіх баскських команд звичною була тенденція розвитку власної футбольної школи і своїх талантів. Оскільки перші десятиліття іспанського футболу «Депортиво Алавес» не числився в фаворитах, а потім, і взагалі, перебивався в нижчих лігах, то лише кілька його вихованців добивалися індивідуальних вершин в футболі (опісля переходу у більш відомі клуби). Лише наприкінці ХХ століття, коли команда домоглася певних футбольних злетів, чимала плеяда її гравців спробувала себе у більш елітних і відомих клубах. Відтак алавесці мають в своїх історії декілька відомих футболістів, що виступали за свої національні збірні чи здобували континентальні трофеї в інших клубах.
Список гравців «Алавеса», які виступали за національні збірні європейських країн:
- Космін Контра
- Хасінто Кінкосес
- Дан Егген
- Сіріако Еррасті
- Хаві Морено
- Адріан Іліе
- Александар Катаї
- Оскар Тельєс
- Далибор Стеванович
- Мехо Кодро
- Іван Томич
- Антеро Гонсалес
- Юриця Вучко
- Мануель Оліварес
- Роберто Ечебаррія

## Клубна інфраструктура
За часів свого становлення клуб «Депортіво Алавес» з Віторії-Гастейс узяв на озброєння кращі взірці ведення футбольного господарства в Європі. Заснований сосьос акціонерний клуб «Депортіво» не залежить від якогось одного спонсора чи власника. Тільки акціонери клубу на загальних зборах чи через своїх представників вирішують кардинальні питання його управління. Щоправда, траплялося, одному з акціонерів вдавалося викупити головний пакет акцій, але це були нетривалі періоди.

### Юридично-офіційний складники
Юридично футбольний клуб «Депортиво Алавес» вважається спортивною організацією, що діє на основі статуту й регламентуючих актів (від федерацій футболу, асоціацій та членів-сосіос клубу).

#### Фінансові чинники
З 2010-х річний бюджет клубу — в межах 10 000 000 євро. Загальна балансова вартість клубу становить близько 61 000 000 євро.

#### Керівництво
- Presidente: Alfonso Fernández de Trocóniz.
- Vicepresidente: Haritz Kerejeta.
- Consejero y Secretario: Manu Mendi.
- Consejero y Vicesecretario: Luis Querejeta.

#### Президенти клубу
Від часів заснування клубу, в 1924 році, його сосіос-акціонерами 37 разів обиралися президенти клубу. З них дехто був обраний двічі-тричі.
| 1. 1921—1923 Іларіо Дорао Ін'їґес (Hilario Dorao Íñiguez); 2. 1923—1928 Хосе Габріел де Гінеа (José Gabriel de Guinea); 3. 1928—1929 Федеріко дель Кампо (Federico Del Campo); 4. 1929—1930 Фелікс Альфаро Фурньє (Félix Alfaro Fournier); 5. 1930—1931 Валентін Верастег'ї (Valentín Verástegui); 6. 1931—1934 Анхель Гарайзабаль (Ángel Gareizábal); 7. 1934—1936 Луїс Віллануева (Luis Villanueva); 8. 1936—1944 Луїс Мансо Руїс (Luis Manso Ruiz); 9. 1944—1946 Фернандо де Верастегї (Fernando De Verástegui); 10. 1946—1947 Педро Орбеа (Pedro Orbea); 11. 1947—1951 Хосе Марія Аресті (José María Aresti); 12. 1951—1955 Карлос Кабаллеро (Carlos Caballero); 13. 1955—1956 Луїс Моліна Азарта (Luis Molina González Asarta); 14. 1956—1958 Сальвадор Гарсія дель Діестро (Salvador García del Diestro); 15. 1958—1959 Хуан Арреґуї Ґарай (Juan Arregui Garay); 16. 1959—1960 Хосе Марія Маріаса (José María Mariaca); 17. 1960—1967 Хосе Устаран (José Ustarán); 18. 1967—1969 Хуан Ґороспе (Juan Gorospe); 19. 1969—1970 Хайме Гомес Балугера (Jaime Gómez Balugera Calzón); | 1. 1970—1972 Хосе Антоніо Орбеа (José Antonio Orbea); 2. 1972—1974 Рікардо Руїз де Ґауна (Ricardo Ruiz de Gauna); 3. 1974—1976 Хуан Арреґуї Ґарай (Juan Arregui Garay); 4. 1976—1977 Хосе Луїс Руїз де Аркауте (José Luis Ruiz de Arcaute); 5. 1977—1981 Гіполіто Лаластра (Hipólito Lalastra); 6. 1981—1982 Луїс Ортіс де Сарате (Luis Ortiz de Zárate); 7. 1982—1982 Хуан Арреґуї Ґарай (Juan Arregui Garay); 8. 1983—1984 Хав'єр Мартінес Бальса (Javier Martínez Balza); 9. 1984—1986 Хуліан Ортіс Ґіл (Julián Ortiz Gil); 10. 1986—1988 Хосе Антоніо Росас (José Antonio Rozas); 11. 1988—1989 Хосе Луїс Менойо (José Luis Menoyo); 12. 1989—1998 Хуан Арреґуї Ґарай (Juan Arregui Garay); 13. 1998—2004 Ґонсало Антон (Gonzalo Antón); 14. 2004—2007 Дмитро Пітерман (Dmitry Piterman); 15. 2007—2010 Фернандо Ортіс де Сарате (Fernando Ortiz de Zárate); 16. 2010—2011 Альфредо Руїз де Ґауна (Alfredo Ruiz de Gauna); 17. 2011—2013 Авеліно Фернандес де Кюнсосес (Avelino Fernández de Quincoces); 18. 2013—… Альфонсо Фернандес де Троконіс (Alfonso Fernández de Trocóniz); |

### Спортивна інфраструктура

#### Стадіони
За всю історію існування «Депортиво Алавесу» команда грала на кількох власних спортивних аренах, але головною була і залишається «Естадіо де Мендісорроса». Першим же майданчиком, на якому було проведено кілька початкових сезонів (з 1920 по 1924 роки) була площадка Каміно де Ласарте (Campo del Camino de Lasarte), названа на честь її власника (яка в теперішні часи вже забудована муніципалітетом). Крім цієї базової площадки, ще існувало кілька ділянок а полів, де футболісти-аматори ганяли м'яча, однією з них було Поле Сервантеса (el Campo de Cervantes), якому пізніше судилося стати відомому на світ стадіону.
«Мендісорроса» або «Естадіо де Мендісорроса» (ісп. Estadio de Mendizorroza) — муніципальний футбольний стадіон у Віторія-Гастейс, Іспанія, домашня арена ФК «Депортіво Алавес». Відкритий у 1924 році, реконструйований у 1999 році стадіон, в результаті чого вміщає 19 840 глядачів. Місце під стадіон було відоме місцянам ще здавна, оскільки це була широка та рівна площадка, що знаходилася по дорозі Ель-Мінерал (camino de El Mineral) і носила назву Поле Серванеса (el Campo de Cervantes). В 1924 році це полі було облагороджено: встановлено дерев'яний парканець (по периметру поля), невеличка дерев'яна будівля-навіс по центру площадки, а також проведена розмітка ділянки під футбольне поле і встановлені футбольні ворота. З роками ця місцина ставала все популярнішою, і постійно вдосконалювалася — як спортивна споруда, а з часом, і головна спортивна арена міста.
За кілька десятиліть над полем постала повноцінна центральна трибуна, а з часом, і радіо-вежа, яка возвишалася над полем і всім районом, ставши візитівкою стадіону та клубу. Невдовзі й назва стадіону «Естадіо де Мендісорроса» (Estadio de Mendizorroza) закріпилася в громадськості, а довкола нього ще й почали розвивати решту спортивних площадок міста, тут постали: муніципальний басейн, легкоатлетичний манеж, критий стадіон для баскетболу, волейболу та інших спортивних заходів. Повернення до Ла-Ліги в 50-х роках, спонукало зробити незначне розширення стадіону, але різкий спад до нижчих ліг — законсервував плани очільників клубу та його сосіос. Лише на початку 1980-х років почалася повномасштабна реконструкція всього комплексу (команда ще до того, вже кілька років проводила на майданчику своєї другої команди — стадіоні Урарте). Але через кілька років клуб спіткала велика фінансова криза, тож реконструкцію довелося призупинити і команда лише ключові матчі проводила на «Мендісорросі», продовжуючи грати на «Стадіо Урарте».
Лише в переддень повернення команди до Ла-Ліги, наприкінці ХХ століття, в 1998 році було закінчено повномасштабну реконструкцію стадіону, навіть символ радіо-вежу було демонтовано. 19 840 вболівальників розмістилися на майже висотній споруді видовженої прямокутної форми (стилізованої під логотип-овал клубу), яка мала суцільний критий дах та змонтована з бетону, арматури та скла. На кількох ярусах споруди розмістилося чимало спортивних, адміністративних та бізнесових установ, як клубу так і місцевої громади. В подальші роки довкола стадіону почали розвивати суцільний спортивний комплекс міста Віторія-Гастейс, а жителі міста і краю асоціювали увесь комплекс зі звичним їм «Менді»
Нова ера в історії «Депортиво Алавесу» спонукала нових власників клубу до розвитку повноцінної сучасної футбольно-спортивної інфраструктури клубу: тренувальні центри клубу
а його різних команд, місця дозвілля для місцян, логістичні центри, спортивні школи-кантери і завершальним етапом — нове розширення і модернізація «Естадіо де Мендісорроса» (до 22 000 глядачів). Новий стадіон, залишатиметься культово-історичною місциною столиці Алави та знаковим місцем для басків, прихильників спорту.
«Стадіон Урарте» (ісп. del Campo de Urarte) — стадіон футбольного клубу «Депортіво Алавес». Відкритий у вересні 1974 року, на якому команда провела майже 30 сезонів. Тут виступав як основний так і резервні склади. Розміщений на околиці Віторії-Гастейс — Абечуко, переобладнаний в тренувальний центр та домівка резервної команди. Наприкінці ХХ століття на стадіоні проведено реконструкцію і водночас він перейшов у власність громади міста й отримав назву — муніципальний. Відтак на цьому стадіоні час від часу проводять матчі резервні команди «Депортиво Алавесу» та інші клуби міста.

#### Тренувальні центри, кантера клубу
- «Ель-Глоріосо» в Бетоньо (El Glorioso (Betoño)) — тренувально-навчальний центр, що знаходиться в районі Бетоньо, на площі 40 000 м². Окрім тренувальних приміщень, наявне основне поле (трав'яне)із трибунами на 200 осіб. Крім того 3 тренувальних поля (з штучним настилом) і 3 критих майданчика. Після приходу нових власників (з числа Саскі Басконія) прийнято рішення реконструкції і переведення центру в головну базу клубу «Депортиво Алавес» (оскільки поруч з центром розміщений тренувальні майданчики баскетбольної команди).
- «Кіудад Депортива „Хосе Луїс Компаньон“» в Ібаї (Ciudad Deportiva «José Luis Compañón» (Ibaia)) — тренувально-навчальний центр, що знаходиться в районі Ібая, на площі до 30 000 м². Колись це була власність сім'ї Ґараїв, але дон Хуан Арреґуей Ґарай, будучи очільником клубу, вирішив запрезенувати цю ділянку улюбленій команді. З ХХІ століття на ньому тренуються перша та друга команди клубу. В центрі знаходиться 1 головне поле (зі штучним покриттям) та 3 тренувальних (трав'яні). Наявна парковка на 650 машин та допоміжні приміщення.

#### Музей
В 2005 році в цокольному ярусі стадіону «Мендісорроса» очільниками «Депортиво Алавесу» було облаштовано музей клубу — Музей «Депориво Алавеу»(El Deportivo Alavés Museo). Команда, заснована на початку ХХ століття, має свою тривалу та знакову історію, відтак власники і сосіос клубу почали збирати матеріали минулого задля презентації клубу (як це вони спостерігали, супроводжуючи команду в Лізі Європи в 1999—2000 роках). На заклик сосіос відгукнулося чимало вболівальників, які приносили різні матеріали й історичні артефакти футболу своєї улюбленої команди. Назбиралося багато цінних та історичних речей, задля чого довелося виділити кілька залів цокольного ярусу їхнього стадіону. Зазвичай, музей відкривається в день матчів команди на «Мендісорросі», за кілька годин до нього, або ж згідно попереднього замовлення.

#### Логістика
Від часів заснування команди, логістика клубу йшла в ногу з часом: від подорожей гравців за власний кошт на кожну гру (на зорі становлення футболу), до чартерних рейсів на матчі товариських міжнародних турнірів з численними групами підтримки.
Наразі, з кінця ХХ-го століття, «Депортіво Алавес» на матчі іспанської першості виїздить на власному клубному автобусі. На товариські ігри чи континентальні турніри команда вибирається чартерними рейсами у супроводі груп підтримки та офіційних делегацій.

### Клубна спортивна «піраміда»
З середини ХХ століття, коли футбол почав набувати форм професійного спорту, деякі іспанські клуби завели свої клубні спортивні школи. В ті ж часи «Алавес» створив свою кантеру - дитячо-юнацьку школу футболу. З роками-десятиліттями кантера випустила чимало молодих гравців, частина з них утвердилася в «Депортиво Алавесі» чи інших командах. Але щоби це сталося, керівництво клубу довелося вибудувати цілу футбольну піраміду із клубів-дублерів в нижчих лігах іспанського футболу.

#### "Депортиво Алавес «В»
Після 40 років існування головної команди Алавесу, його очільники спромоглися на створення повноцінного фарм-клубу (команди дублерів), складеного з числа випускників кантери, перспективних молодих футболістів, а також ветеранів та гравців основи, які набирали тут форму, оговтуючись від травм та фізичних спадів у грі. Відтак «Алавес Аматер Спорт Клуб» (Alavés Amateur Sports Club) або ж «Алавес Аматори» (Alavés Amateur) в 1960 році появився на футбольних горизонтах іспанського футболу. Сучас назву, "Депортиво Алавес «В», команда отримала в середині 90-х років і стала другою по означимості в футбольній піраміді клубу.
За роки свого існування "Депортиво Алавес «В» перебував у нижчих лігах іспанської першості та брав участь в початкових стадіях Кубку Короля (Кубок Дель Рея). Зокрема:
- в Сегунді (2 Дивізіон) — 7 сезонів;
- в Терсері — 20 сезонів;
- найвище досягнення — 5-е місце (2 Дивізіон Сегунди, сезон 2002-03 років).

Свої домашні поєдинки команда проводить на футбольному полі тренувального центру в Ібайї, на полі Куїдад Депортіва «Хосе Луїс Компаньйон» Deportiva «José Luís Compañón». (Ciudad Deportiva «José Luís Compañón».)

#### Депортиво Алавес «С»
З 1980 року на околиці Віторії сформувалася футбольна команда, яка носила назву «A.D. Zaldiaran». Це була нічим не примітна футбольна формація, яка брала участь в невеличких місцевих турнірах, лише з роками їм вдалося награти основний склад та фінансово набути досвіду. Відтак, з 90-х років вони уже стали повноцінними та постійними учасниками футбольних регіональних першостей Алави. А в наприкінці століття їм вдалося навіть пробитися до одного з дивізіонів іспанської Терсери.
Такий успіх молодого клубу не пройшов повз увагу керівництва основної команди Алави. Відтак було складено перспективний план розвитку та обумовлено підтримку цієї команди зі сторони старожила футболу Віторії. свій перший сезон в Терсері вони розпочали під назвою Депортиво Алавес «С» (Deportivo Alavés C), оскільки в Сегунді вже виступав, здавна, дублюючий склад басків "Депортиво Алавес «В». Треті дублери альбазулесців, в своєму першому сезоні посіли9 місце в Дивізіоні, в наступних сезонах вони продовжували перебувати в середині турнірної таблиці.
В сезоні 2002—2003 року, в їхньому Дивізіоні Терсери, поруч з ними виступала ще одна команда Віторії — Клуб Сан Ігнасіо: невеличкого клубу із околиці міста зі своєю давньою футбольною історією. На жаль, закріпитися в Терсері їм не вдалося, і остання сходинка вказувала їм на втрату всіх надій, але на допомогу прийшов менеджмент «Депортиво Алавесу», який запропонував їм об'єднання фінансових, матеріальних та спортивних активів і повноцінне подальше перебування в лізі. Наступний сезон «Алавес „С“ Сан-Ігнасіо» («Alavés C-San Ignacio»), така стала нова назва команди дублерів «Депортиво Алавес», продовжили виступи, на стадіоні Сан-Ігнасіо. Ще два сезони проіснувала ця об'єднана формація, але постійне перебування в нижніх щаблях турнірної таблиці призвело до неминучого — вибування з ліги. На тому й закінчилася історія існування команди "Депортиво Алавес «С»: 5 сезонів в Дивізіоні іспанської Терсери.

#### Клуб Сан Ігнасіо
Клуб Сан Ігнасіо (Club San Ignacio), місцева футбольна команда, створена в 1964 році на околиці міста Віторія-Гастенс — Адурсі. Тривалий час команда брала участь в місцевих турнірах та першостях, навіть одного сезону пробилися до Третього дивізіону першості Іспанії.
Команда вважалася знаковим клубом міста, відтак в 2003 році, очільники «Депортиво Алавесу» прийняли рішення підтримати цей історичний клуб, ввівши його до своєї футбольної структури. Підписавши договір співпраці, «Алавес Клуб Сан Ігнасіо» став представляти головну команду Алавесу в 3 Дивізіоні Іспанського футболу (навзамін "Депортиво Алавес «С»). Але та співпраця протривала недовго, і вже через два роки, пониження у класі, супроводжувалося розірванням угоди.
В 2017 році очільники футбольної корпорації повернулися до питання співпраці з клубом з околиць Віторії. На цей раз було підписано повноцінну угоду, в якій Клуб Сан Ігнасіо, залишаючись формально незалежним в футбольних аспектах, перейшов в повне володіння «Депортиво Алавесу» — як фарм-клуб. Вони стали проміжною ланкою поміж "Депортиво Алавес «В» та юнацькими командами клубу та його кантери. Команда виступає на своєму давньому ігровому полі — Ібайї, вдосконаленому клубом і яку використовують і для тренувальних цілей та виступів інших команд клубу.

#### Алавес в міні-футболі
Чимало команд Ла-Ліги та Сегунди з початку 2000-х років почали опікуватися міні-футбольними колективами, оскільки цей вид почав набувати великої популярності в Іспанії. На той час у Віторії вже налічувалося кілька футзальних колективів, які брали участь в різних місцевих турнірах. Саме в сезоні 2005—2006 років було оприлюднено інформацію про об'єднання зусиль в міні-футболі: майстрів великого футболу «Депортиво Алавес» та місцевої команди «Атена Ф. С.» (Atenea F.S). З новою назвою «Депортиво Алавес-Атена» та підтримкою, команда одразу ж захопила лідерство і перемогла в 3 Дивізіоні Іспанської першості з міні-футболу.
Наступний сезон 2006—2007 років команда вже грала в 2 Дивізіоні в Групі «В». Значних успіхів не добившись, молода команда утвердилася в Дивізіоні. На жаль, фінансове та турнірне становище «Депортиво Алавесу» в 2007 році суттєво похитнулося, відтак керівництву клубу було не до міні-футболу. А невдовзі, було проголошено про розрив співпраці, а команда мініфутболістів відмовилася від участі в 2 Дивізіоні і повернулися до змагань на місцевому рівні під своїм старим найменням.

### Футбольні філіали та фарм-клуби
В епоху глобальної економіки, керівництво клубу захопилося міжнародним спортивним маркетингом. Відтак перші успіхи команди на міжнародній арені потягнули за собою експерименти в делегуванні своїх напрацювань в різних куточках світу. Розпочаті Дмитром Пітерманом проекти виявилися невдалими, але були й триваліші фінансово-спортивні відносини.

#### Каліфорнійський проект
В 2006 році Дмитро Пітерман загорівся черговим своїм спортивним проектом — футбольним клубом в Сан-Франциско під назвою «Каліфорнія Вікторі» (California Victory). Ним було зацікавлено кілька каліфорнійських підприємців та спортивних менеджерів у відродженні каліфорнійського футболу через викуп франшизи та виступи в Першому Дивізіоні Юнайтед Сокер Ліги (USL First Division). Накинувши оком на забуту всіма команду з Каліфорнія Біч, він паралельно викупив права на неї і заключив попередній договір щодо співпраці зі своїм іспанським клубом «Депортиво Алавес» на основі, звичної в США практики, викупу спортивної франшизи. Гучна промоція та численні матеріали щодо перспективи такої співпраці — вселяли надії вболівальників про відродження футболу. Команді виділили стадіон «Kezar Stadium», на якому футболісти почали виступати з жовтня 2006 року. Але невдовзі розгорілося кілька фінансових скандалів з участю Пітермана, якому довелося позбуватися своїх активів. Тому в 2007 році довелося згорнути і каліфорнійський проект, залишивши ще 130 000€ боргу (команда перебувала, на той момент, на 12 місці турнірної таблиці).

#### Балканський старт
Невдала спроба Пітермана на тривалий час відвернула очільників клубу від міжнародних контактів, до того ж команду лихоманило (перебивалися в нижчих лігах). Лише закріпившись в Ла-Лізі, тоді й прийнято було нову стратегію, в якій міжнародні контакти почали відігравати важливу роль. Так в 2017 році було підписано стратегічний договір, на 10 років, про появу в структурі клубу хорватського фарм-клубу. Таким чином загребський міський клуб «Рудеш», потрапивши до вищої хорватської футбольної ліги - отримав суттєву фінансову та спортивну підтримку. До стану хорватів було спрямовано тренера Іньякі Алонсо (Iñaki Alonso)та гравців: Антоніо Крістіана (Antonio Cristian), Хуанана Ентрену (Juanan Entrena), Ейнара Ґалілеа (Einar Galilea), Андерсона Емануеля (Anderson Emanuel). У зворотньому напрямку планувалася футбольна практика в структурах іспанського футболу молодих хорватських талантів. Зокрема першим таким гравцем став Роберт Періч-Комшич (Robert Perić-Komšić), але йому не вдалося закріпитися в основі клубу й він продовжив кар'єру в оренді в фарм-структурах «Алавесу».
Вже через рік, в 2018, за незрозумілих обставин угоду про співпрацю між клубами було розірвано, за обопільною згодою. І того ж сезону, обезкровлений «Рудеш» розвалився, посівши останню сходинку першості й покинув лігу.

#### Скандинавський вояж
Ще не встигли висохнути чорнила під загребським договором, як менеджмент іспанців уже знайшов ще одну місцину для своїх проектів. Цього разу їх зацікавила Скандинавія, зокрема північна Фінляндія і місцевий клуб СК Еркулес (JS Jalkapalloseura Hercules). В січні 2018 року, підписавши договір, до субарктичного Оулу вирушило 7 іспанців: тренер Ісмаель Діас Ґалан (Ismael Díaz Galán), його помічник Маркос Сіерра (Marcos Sierra) та футболісти Мікаель Ґуррутсаґа (Mikel Gurrutxaga), Джошуа Джульве (Joshua Julve), Хосе Хав'єр Амат (José Javier Amat), Маркос Морено (Marcos Moreno) Алайн Печарроман (Alain Pecharromán). Іспанський клуб зобов'язався обмінюватися знаннями та своєю селекційною й тренувальною базами.
Співпраця стала плідною, іспанці провели ціли сезон в клубі, молоді гравці набиралися досвіду в іноземній лізі. Хоча, турнірне становище так і не вдалося поліпшити — лише шосте місце. Наступного сезону лише кілька гравців лишилися на орендній основі, а фіни замінили тренерський штаб.

#### Власний балканський проект
Очевидно, що відмова від загребської команди, мала зовсім інший мотив: менеджменту іспанців було надано ласу пропозицію від очільників курортного містечка Пула. Тамтешній футбольний клуб потрапив у фінансову скруту, опісля аферних діянь колишнього російського співвласника Михайла Щеглова, який був бенефіціантом російського угруповання («хімкінські») та пов'язаний з менеджментом московського Спартака. Збанкрутілий клуб потребував підтримки фінансової та організаційної. Відтак перед початком сезону 2018—2019 років, було підписано генеральне стратегічне партнерство між мерією містечка та «El Grupo Baskonia-Alavés». Викупивши боргові зобов'язання клубу та розписавши перспективи співпраці, алавесці отримали 85 % акцій клубу (решта залишилася за мерією). Клуб і його 10 різних команд (дитячо-юнацьких, жіночих та інших) перейшли під повний контроль іспанців. Менеджмент та частина управлінців і навіть тренерський штаб були представлені громаді міста. Очевидно, басконці мають чималі плани із втіленням проекту.
Багатообіцяючий сезон команда Істра 1961 розпочала з новим тренером та когортою перспективних іспанських юнаків-футболістів. Майже десяток футболістів з Піренеїв: Йоріц Ландета (Ioritz Landeta), (Julio Rodríguez), Франциско Мануель Тена (Francisco Manuel Tena), Артуро Сеґадо (Arturo Segado), Хосе Луїс Родрігес (José Luis Rodríguez Francis), Адріан Фуентес (Adrián Fuentes), Арона Сане (Arona Sané), Колін Жак'юз (Colin Jacques), Дані Іглесіас (Dani Iglesias), Роберт Періч-Комшич (Robert Peric-Komsic) посприяли команді утриматися у вищому дивізіоні хорватського футболу, посівши 9 місце, і підготувати фундамент гри на майбутнє.

#### Французький дебют
Ще не оговталася іспанська футбольна спільнота від футбольної експансії «Алавесу», як чергова новина їх приголомшила: баски вирішили ще й поширитися й у сусідній Франції. Восени 2018 року було складено попередню угоду щодо спортивної та адміністративної діяльності баскської групи «Baskonia-Alavés» в керівництві «Сошо» із намірами, на майбутнє, викупити акції клубу. На той час перший чемпіон Франції, знову опустився в нижчу лігу, і потребував спортивного вливання — інакше міг провалитися і в аматорську лігу. Китайська інвестиційна група «Ledus», що володіла блокуючим пакетом погодилася, в перспективі продати свою частку.
Відтак, ще одна група алавесців відправилася на стажування та здобуття ігрової практики в іменитий клуб сходу Франції, який перебував на 15 позиції, за кілька кроків до вильоту. Термінова поява Хосе Мануеля Аіри (José Manuel Aira) на тренерському містку та кількох молодих басків — спинили падіння клубу. Навіть більше, вони посіли 10 місце в сезоні 2017—2018 років. В міжсезоння до команди долучилася ціла плеяда іспанців: Ейнар Ґалілеа (Einar Galilea), Рафа Паєс (Rafa Páez), Емануель Андерсон (Emannuel Anderson), Нандо (Nando), Рафа Наварро (Rafa Navarro) і боснієць Ермедін Демірович (Ermedin Demirovic). Перспективна команда розпочинала сезон в надії, що 90-ліття клубу буде відзначено тріумфальним поверненням до числа найкращих клубів країни, на це сподівалися і вболівальники, й очільники клубу. Але китайський співвласник клубу розпочав нові фінансові перемовини та зміни в структурі, від яких одразу довелося відмовитися баскам і розірвати попередню угоду (пропрацювавши лише 7 місяців). Після таких волюнтаристських рішень китайців, клуб ще більше залихоманило, і лише фарт зупинив їх за крок до вильоту (16 місце в підсумку сезону).

#### Східні горизонти
Здавалося, невдача у Франції, мала би насторожити менеджмент басків, але вони були нестримні і наполегливі. В далекій Японії вони відшукали самобутній місцевий клуб і підписали партнерську угоду. Відтак, з листопада 2018 року про басків довідалися на самому півдні островів, в місті Кагосіма, де базувався клуб «ФК Кагосіма Юнайтед» (Kagoshima United FC). який виступає в 2 Дивізіоні японського футболу.

### Інші види спорту
Впродовж всієї своєї історії клуб «Депортиво Алавес» рухався в ногу з часом, відносно спортивних тенденцій в Іспанії. Відтак, якщо спочатку то були футбольні аматорсько-відпочинкові секції, то вже коли футбол став професійним спортивним заняттям, почали зростати професійно й інші види спорту. Будучи найстарішим та найвпливовішим клубом-командою краю, довкола них крутилося чимало інших спортсменів, якими алавесці почали опікуватися.

#### Баскетбол
Одразу ж по війні, до «Депортіво Алавесу» пристало кілька осіб, які почали практикувати новомодну гру з м'ячем — баскетбол. Невдовзі, на початку 1950-х років уже була перша команда, яка практикувала показові ігри та брала участь в регіональних турнірах. Невдовзі однойменна баскетбольна дружина стала рушійною групою в популяризації футболу й вважалася головною для міста.
Але наприкінці 70-х років довелося згорнути, не надовго, баскетбольний проект (за браком фінансів, яких уже й футболістам не перепадло). З початку XXI століття, було відновлену команду, яка виступає в регіональних турнірах.

### Спонсори
| Сезони    | Генеральний спонсор | Офіційні спонсори, партнери          |
| --------- | ------------------- | ------------------------------------ |
| 1984–1989 | Meyba               | Caja Victoria                        |
| 1989–1990 | Massana             | Aeropuerto de Vitoria, Rioja Alavesa |
| 1991–1993 | Massana             | Caja Vital                           |
| 1993–1994 | Copy                | Radio Vitoria                        |
| 1994–1995 | Copy                | Álava + Activa                       |
| 1995–1998 | Astore              | El Correo, Álava + Activa            |
| 1998–2002 | Luanvi              | Era, Guascor, Alpine                 |
| 2002–2005 | Umbro               | Alpine, Artium                       |
| 2005–2006 | Umbro               | Stevenson                            |
| 2006–2007 | Kelme               | Rioja Grupo Inmobiliario             |
| 2007–2008 | Kelme               | Caja Laboral                         |
| 2008–2009 | Legea               | Caja Laboral                         |
| 2009–2011 | Legea               | El Correo                            |
| 2011–2012 | Nike                | Ninguno                              |
| 2012–2013 | Royal Sport         | Euskaltel                            |
| 2013–2016 | Hummel              | Euskaltel                            |
| 2016–2017 | Hummel              | Save the Children Rioja Alavesa LEA  |
| 2017–2018 | Kelme               | LEA                                  |
| 2018–     | Kelme               | Betway                               |

## Цікаві факти

### Дербі
Уже в часі свого заснування команда з Алавесу мала кілька регіональних принципових протистоянь. Спершу це було з командою з Логроньєсу, потім уже Осасуна стала принциповим супротивником. Коли ж клуб добився успіхів на іспанські арені, то уже дербі з Атлетик Більбао стали частими.

### Вболівальницький рух
Іспанія - країна, зіткана з етнічно-територіальних складових частин, чимало з яких не хочуть бути єдиним загальноіспанським цілим (кастільського диктату в культурі та побуті). З цього виникли давні історико-культурні протиріччя, які, невдовзі, перекинулися на футбол та довкола футбольні чинники. Одним з яскравих і протирічливих таких явищ стала вболівальницька культура, яка зародилася як наслідування англійської урбаністично-спортивної субкультури й отримала етно-національне обрамлення на Піренеях. Відтак, з роками, вболівальники баски чимраз жорсткіше та відвертіше опонують своїм заклятим ворогам з королівської столиці, Мадриду, натомість підтримують свої ж, баскські клуби та інші етнічні команди та угруповання. З часом це все перетворилося в проблему та характерну ознаку іспанського футболу: протирічливі взаємозв'язки спорту із політикою, клубну конфронтацію, національно-визвольні рухи та течії, нескінченної кількості різних стилів і субкультур, відтак, цей, часом вибухонебезпечний, коктейль постійно вирує уже з початків 80-х років.
Оскільки футбольна команда зі столиці Алави чимало часу провела в нижчих лігах іспанського футболу, то її вболівальників менше торкнулося закляті басксько-мадридські зіткнення. Водночас, їх зустрічі між баскськими командами регіону - носили, почасти, дружній та презентаційний (єднання басків) перформанс: із піснеспівами баскських пісень, лозунгів та закликів про незалежність Країни Басків — «Euzkadi Ta Azkatasuna» («За Батьківщину і свободу Басків»). «Інчас» Алави сформувалися уже в 70-80 роках ХХ століття, в передодні першості світу з футболу (що проходив в Іспанії в 1982 році), і позиціонували себе, як і більшість баскських фанатських груп: лівоцентристським етнічно-національним угрупованням, яке підтримує заклики до незалежності басків та протистоїть столичним право-радикалам, роялістам. Алавійці дружні зі всіма антагоністами кастильської монокультурності: галісійськими, баскськими, наваррськими, та каталонськими вболівальниками. За десятиліття свого існування алавійці-фани стали потроху слідувати англійського стилю, який вирізняється, з-поміж інших, меншою видовищністю і наочною агітацією, але в той же час більшою вокальною підтримкою, родинними чи компанійськими відвідинами стадіонів, як закладів зібрання й презентації себе та своєї культури, із подальшим проведенням часу-дозвілля(уже опісля матчів) із чималим вживанням алкоголю.
Хоча спортивно-змагальний характер вболівальницької культури звичний для всіх фан-рухів, але для басків важливий саме ще й політичний аспект, він зачіпає чотири клуби (найбільш відомі серед басків, хоча й менші клуби — вторять їхньому шляху), територіально розташованих в Країні Басків. Це «Реал Сосьєдад», «Атлетик», «Осасуна» і «Алавес». Тоді як середньостатистичні вболівальники ставляться один до одного зі звичайною для фанатів ненавистю, баскські «інчас» неодмінно перетворюють дербі, за участю своїх команд, в справжні видовища просто тому, що їх ненависть до Іспанії набагато більша за ту, яку вони відчувають один до одного. Така демонстративна поведінка обурює інших іспанських громадян, які вважають, що тим самим баски демонструють всю свою ненависть безпосередньо до них. Цікаво, що, таке дружнє добросусідство поширюється і на національну команду, коли фанати цих чотирьох клубів об'єднуються під загальною назвою «Еускаль Інтак» («Баскські вболівальники») для підтримки неофіційною збірної Країни Басків. Природно, що антиіспанські настрої футбольних фанатів Країни Басків зумовили і відповідне ставлення до них сил правопорядку. Те ж саме можна сказати про прихильників клубів з Галісії і Каталонії. Якщо між собою зустрічаються місцеві команди, то за безпеку відповідає баскська поліція. Але все виглядає зовсім інакше під час виїзних ігор, де поліцейські стають реальним противником, до яких баскські фанати відносяться як до репресивних органів, що захищають інтереси фашистських груп (праворадикальних). Часто, волею долі, ситуація складається так, що поліції, яка продовжує вважати басків терористами, доводиться захищати їх від агресії місцевих вболівальників під час цих гостьових матчів.
Крім того, фанатські угруповання, час від часу, стають рупором клубу в доволі провокативних чи специфічних питаннях: коли очільники клубу чи футболісти, користаються ними, щоб висловити свою позицію в різних питаннях і не тільки довкола футболу. Так взимку вболівальники «Алавесу» учинили провокативний перформанс на стадіоні, під час матчу своїх улюбленців, пронісши по ньому справжню труну. З їхньої сторони, то був символ незгоди із діями федерації, яка матчі з участю їхньої команди поставила, виключно, на будні, робочі дні: наче дискрететуючи малі клуби ліги.
За свою жорстку та непримиренну позицію в футбольних, суспільних та політичних питаннях, головну торсиду алавесців, «Iraultza 1921», було віднесено до послідовників терористичного руху в Іспанії. Адже не тільки своєю назвою, яка вказує на них, як послідовників політично-мілітаристської течії «Iraultza», виборювачів незалежності Басків. Інчас «Iraultza 1921» була заснована в 2012 році, шляхом об'єднання всіх розрізнених алавеських угруповань в одну потужну групу, із яскраво вираженими політичними та суспільними викликами, і як головну підтримуючу клуб, вболівальницьку структуру. Вже за кілька років вони набрали кілька тисяч учасників та послідовників і проводять свої акції-перформанси як на матчах команди, так і в краю, в місті та підтримують команду у виїзних іграх.
Загалом, слід помітити, що окрім негативної етнічно-радикальної складової, організація іспанських ультрас, зокрема й баскських, характеризується тісною кооперацією з клубами: де вболівальники на рівні сосіос клубу, мають привілеї у відвідинах стадіону та пересуванні з клубом по Іспанії чи за межами країни. Окрім того, їм віддано на самоокупність можливість заробляти кошти на продажах різноманітної клубної атрибутики: футболки, шарфи, фотографії та відеоматеріали й інші сувенірні та довкола футбольні товари.

### Символ відданості клубу
Ним став Хосе Луїс Компаньйон (José Luis Compañón), який майже все своє життя пов'язав з клубом. З 1951 по 2002 рік він був на різних посадах в клубі, з 67 років життя, 51 рік він незмінно був в команді, ставши її талісманом та душею. Вболівальники а потім і осіосклубу присвохи йому звання почесного президента. Відтак, за його відданість, громада міста та вболівальники наполягли й присвоїли новому тренувальному містечку клуба наймення «Ciudad Deportiva José Luis Compañón» або «José Luis Compañón Sport City».

### «Депортіво Алавес» і Україна
«Депортіво Алавес», команда з регіональною футбольною історією, не мала гучних здобутків на міжнародній арені, тому й не перетиналася з українським футболом. Але з початку ХХІ століття кілька цікавих факторів побіжно стосувалися саме України.
Спершу іспанці дізналися про Україну та українців, завдяки неординарній особі — Дмитрові Пітерманові. Пітерман купив клуб «Депортіво Алавес» та допоміг йому повернутися у найвищий дивізіон у першому ж сезоні. У команді також з'явився Чучі Кос, який тоді відігравав роль директора клубу. Пітерман знову змінював тренерів, диктуючи склад на матч, та знову виявляв бажання самому очолити команду як тренер. Це вилилося у відкриті протистояння з футболістами та вболівальниками, які були незадоволені станом справ. Пітерман залишив «Алавес» з боргом у більш ніж 25 мільйонів євро та втік з країни, залишивши команду на межі банкрутства.
Окремою віхою басксько-української співпраці стали кілька гравців «Алавесу», які були легіонерами українських клубів, зокрема найгучніший — син Кройфа, Йорді Кройф.
Взимку 2017 року, 6 лютого, 18-річний хавбек київського «Динамо», рівненчанин Олексій Хахльов підписав контракт з «Алавесом». За підтримки його батька, Олексія Хахльова (старшого), очільника рівненського футболу, Олексій отримав статус вільного агента і за сприяння українського футбольного агента Олега Смалійчука, молодий футболіст підписав контракт з іноземним клубом на 3,5 роки. За кілька років він ще не пробився до основи клубу, хавбек виступає за молодіжний склад та фарм-клуб і залучається до матчів юнацьких збірних України. Спершу Олексій закріпився в «Алавес U-19», а з 1 липня 2018 року переходить в «Депортиво Алевес B». А через кілька місяців, 1 жовтня 2018 року Олексія Хахльова орендує інший місцевий клуб «Сан Ігнасіо», за який він провів 21 гру й 1 раз відзначився забитим голом в матчах іспанської Терсери і тим самим допоміг команді пробитися до фінальної частини Дивізіону (4 місце в 4 групі). 30 червня 2019 року, після успішної юнацької першості Олексій Хахльов повернувся з оренди до «Алавеса». А в січні 2020 року Олексій повернувся в Україну, так і не пробившись до основи алавесців.
В сезоні 2019—2020 років до «Алавесу» перебрався колишній гравець львівських Карпат, нападник Лукас Перес.